# 天体戦士サンレッド
『天体戦士サンレッド』（てんたいせんしサンレッド）は、くぼたまことによる日本の漫画作品、およびそれを原作としたアニメ作品。2004年創刊号から2015年1号まで『ヤングガンガン』（スクウェア・エニックス）にて連載されていた。続編の「天体戦士サンレッドN」が、クラウドファンディングによる作者の自費出版で製作されており、2019年9月に電子書籍、2020年1月に書籍版が発売されている。

## 概要
神奈川県川崎市を舞台に、正義の味方サンレッドと世界征服を企む悪の秘密結社フロシャイムの戦いを描くギャグ漫画。サンレッドとフロシャイムの対立構造を主軸として、ヒーローや怪人の極めて庶民的な日常生活、馴れ合い、心温まる友情等を描く。
神奈川県川崎市（主に溝口等の高津区周辺）という極めて現実的かつ限定的な地域を舞台としており、地元色に富んだ設定とネタがふんだんに散りばめられている。作中にはマルイファミリー溝口 (cf.) や武蔵溝ノ口駅前周辺、溝の口駅西口商店街、高津市民館等も登場するが、それらは設定の上で施設名を変えられてはいても、デザイン等の強い相似性から当地域に詳しければ一目で特定できる描かれ方となっている（例えば、作中に登場する「溝の口病院」は、現実世界の帝京大学医学部附属溝口病院がこれに相当する）。
主人公は一応サンレッドとなっているが、物語の中核を成しているのは悪の組織側であり、フロシャイム川崎市支部幹部のヴァンプ将軍を始めとする怪人達が真の主人公であるかのような描写がされている。
フロシャイムの構成員は良識人であるヴァンプ将軍を筆頭に、総じて人にも地球にも優しい連中ばかりである。彼らは姿形こそ怪物的ではあるが、普通に人間社会に溶け込んでおり、一般人と面識がある。また、フロシャイム等の特定組織に所属しない“善良な一般市民の”怪人や、悪の組織に所属していても根は善い怪人という者も多い。その一方で、正義の味方を謳うサンレッドは粗暴な上、社会的にも非適応型でヒモとして暮らしていたりと、悪と正義の性格が逆転している。サンレッド以外のヒーローにも素行の悪い者が比較的多く、乱暴者や、軽薄な者等が揃っている。
作者が靴好きということで、怪人の名前等でそれにちなんでいる例が多い。また、同作者の漫画作品『GOGO!ぷりん帝国』とは世界観を共有しており、『ぷりん帝国』のキャラクターがゲスト出演している。
神奈川県にゆかりのあるイベントや企画とのコラボレーションを行うこともあり、実際にも地域密着型の作品となっている。例えば、テレビアニメにおける川崎フロンターレとのコラボレーション・アニメの制作や、高津区による区セールス事業等がそれである。他にもアキバプロレスにサンレッドとヴァンプ将軍および戦闘員1号が出場を果たしている（実際に戦ったのはサンレッド）。
なお続編の「サンレッドN」については、作者自ら作中で「サンレッドNのNは何でもありの「N」なんです」「若干設定が違うネタもあるので「天体戦士サンレッド」とはパラレルワールドになっている」と語っている。

## 登場人物

### 主要人物
サンレッド
声 - 髙木俊
本作の主人公。川崎市に住む神奈川県のヒーロー。年齢は27歳だが、誕生日は本人もわからないらしく不明。物心つく前に両親が他界している。ヒーローらしい戦闘服も持っているが、フロシャイム怪人との戦いにはTシャツに短パン、サンダルといったラフな格好で赴く。Tシャツには地元である神奈川県ゆかりの一言が書かれていることが多い。マスクは常に被っており、これまでにマスクを脱いだ描写は無い。
非常に粗暴かつ攻撃的で皮肉屋な性格で、言動や振る舞いも不良そのものだが、本質はぶっきらぼうかつシャイで義理堅い。
恋人の内田かよ子の家に住み、彼女からお金を貰って生活する、いわゆるヒモである。無職だが、かよ子や警察官の山岸さんからは「（フロシャイムから）川崎を守るのが仕事」と称されている（本人曰く「仕事というか宿命というか」）。対決が無ければパチスロ等で時間を潰し、フロシャイムの構成員が悪の組織でありながら好人物であることとよく対比される。しかし、対決の際に壊れたブロック塀の破片で子供が怪我をしないよう戦闘員達に片付けさせたり、知人の親戚の葬式に参列する、かよ子に負担をかけていることを気にして就職面接を受ける等、根はそれなりに善良。また、ヒーローであることを誇りに思っており、自分のヒーローらしからぬ振る舞いを見て釈然としない態度をとった人に機嫌を損ねたり、チンピラ呼ばわりされることに嫌悪感を抱く等の一面を見せている他、自身の性格や行動をヴァンプに諌められると「なんで悪の怪人に注意されなきゃならないんだ」と立場を振るって反発することもある等、ヒーローとしての誇りを侮辱・愚弄されたり自身の性格を指摘されることを非常に嫌う。
猫好きで、猫からも懐かれる。口癖は不明だが、原作ではヴァンプ達にキレかけるとよく「殺すぞ」と言っている（アニメ版では「潰すぞ」等、修正されることが多い）。また、シニカルな物言いをして相手を見下したり、やや傲慢な面も見られる。あまり表に出さないが、かよ子のことが大好きで、彼女を心配したりヒモという自分の立場に思い悩む他、かよ子の保険の勧誘を断った客に対して「八つ裂きにしてやる…」と殺意さえ抱いたこともあった。性欲には多少抵抗を持っており、かよ子が露出の多い服装（チューブトップ等）をすると赤面したり戸惑ったりすることが多い。携帯電話はかよ子に貰うまで持っていなかった。
フロシャイムからの対決の呼び出しには嫌々ながらも応じ、ヴァンプが連れて来た怪人をほぼ一撃で倒した後、虫の居所によってはヴァンプ以下一同に説教を垂れる、無理を押し付ける、使い走りを強要する、等という展開になるのが常。半殺しにすることはあっても殺しはしない（後述）他、対決には彼なりの拘りを持っている。ヴァンプ達が困っていれば助けることもあり、ブレーカーを直したり、サンレッド抹殺用のロボットをメカに弱いヴァンプに代わって組み立ててやったこともあった。逆に引っ越しや自分の用事を手伝わせることもある他、彼らの言動や行動に呆れることが多い、腐れ縁とも言ってよい間柄である。
かよ子やフロシャイム、ヒーロー仲間以外との人間関係は疎く、本人も「区の人達と折り合いが悪い」と語っており、当初は自分を注意した区民に対し「あんたも退屈ですね」「うるせぇな!!」と憎まれ口や怒声をあげて反論する等孤立気味だった（ただし、一悶着を起こす事はあれど、直接危害を与える行為はしていない）が、ヴァンプに誘われて餅つきに参加してからはある程度改善された。一方で悪の怪人であるフロシャイムの面々を区民として認めていない節があり、ヴァンプ達が区民と交流することにはかなり否定的かつ排他的で、しょっちゅう「善と悪だぞ!?」と訴えている。しかしタイザやギョウ、ギルム、ルゴル14に対しては心を許しており、気の合う友人として接している。
ヒーローとしてのスペックは非常に高く、基本的にどんな怪人も一撃で倒すが、これはフロシャイム側が弱いのではなく、あくまでサンレッドが強すぎるだけであり、本人もそれを自覚している。普段、戦闘服を着ないこと等も、自分が強すぎる結果、相手が弱すぎて本気を出す気になれない傾向によるもので、強そうな相手に対しては期待する様子が見て取れる。ヒーロー内での強さも段違いで、アニメ版ではナイトマン（現ナイトール）一家を瞬殺したことが語られており、先輩であるアバシリン兄弟からも一目置かれている他、かつて彼とは実力伯仲だったハントマンでさえ戦いを避けざるを得なかった。また、巧妙な口車や知略で相手を手玉に取る、相当な切れ者でもある。一方で、敵を笑いながら一方的に甚振ったり直接的な戦闘力の低い怪人を執拗にからかったり相手を脅迫して精神攻撃をかける等といった残忍かつ陰険な戦法を好み、特に怪人が倒された時のヴァンプの驚愕した顔や困って慌てふためく様子を見ることを何よりの楽しみとする嗜虐心の強い一面もあり、その陰湿な戦いぶりを「根っからのサディスト」（ヴァンプ）、「彼の言葉は拳以上に痛い」「相手を（肉体的かつ精神的に）挫く達人」（双方とも戦闘員）「ドSなんだね」（デビルねこ）と称されている。また執念深く、自身に手傷を与えた相手には報復したり半殺しにしなければ気が済まないが、敵を倒すことについては「半殺しにするが命は奪わない」をモットーとしており、アバシリンやハントマンのような怪人を殺しかねないヒーローが管轄区域に来た時には、彼らが鉢合わせないように気遣っている。他にも半径10キロメートル以内の物音を聞き分けたり有害音波を遮断することが出来る「レッドイヤー」や、1キロメートル先の縫い針の穴まで見ることが出来る「レッドアイ」等の能力を有する。さらにいかなる攻撃を物ともしない屈強の体の持ち主でもある上、究極形態である「ファイアーバードフォーム」や「プロミネンスフォーム」へ変身後はより強力になるが、基本形態の時点で敵を一撃で倒してしまうためほとんど意味が無い。武器も幾つか所有するが、ほぼ力ずくで倒すので使用する機会は無い。
子供の頃は「カッパのサンちゃん」と呼ばれたほど泳ぎが得意で、独り暮らしが長かったため裁縫も得意である。他に、過去喫茶店でアルバイトをしていた経験から、グラタンとホワイトソース作りの腕前は店長とヴァンプにお墨付きを貰うほど。これまで2回かよ子のためにグラタンを作っているが、あらゆる理由でまだ一度も食べてもらえたことが無い。
戦隊時代は今より粗暴かつ陰険に加え非常に残虐で、ヴァンプは「あの頃に比べたらレッドさんも丸くなった」「人間的に成長した」等と発言している他、怪人達もかつてのサンレッドを「ビーバップとかに出てくるタチの悪い不良みたいだった」と評している。ただし、機嫌が悪い時は「昔に戻ったみたい」「不機嫌のままだと命がいくつあっても足りない」と言われることがある。詳しくは気象戦隊ウェザースリーを参照。
原作最終話ではフロシャイムの鎧を身に纏ったヴァンプに最終決戦を挑まれ、彼が川崎支部最強であることと鎧を着ていたこともあり、溜まっていた闘争心が爆発。ヴァンプと五分五分の激闘を繰り広げるが、その最中に酔っ払ったかよ子が乱入し彼女によって戦闘中断を余儀なくされ、ヴァンプ並びにキングフロシャイム共々説教を受け、その流れで逆プロポーズされ無理やり了承させられるという落ちで締めくくった。
単行本で表表紙を飾ったのは19巻と20巻のみ（正確には前者で表表紙を飾ったのはレッドに変身したコピーロボット）で、19巻までは裏表紙のみに登場。全て「表表紙に載せてもらえないこと」で拗ねている、という内容になっている。他にも後書きや単行本限定版付属のフィギュア等でフロシャイム側が何かと優遇されていることを不服に思っている節を見せ、作者に対しても自身の不遇さを訴えた上で暴行を行っている。
ヴァンプ将軍
声 - 山田ルイ53世
サンレッドの宿敵。誕生日は3月3日で、名前の由来は革靴から。
世界征服を企む悪の大手組織フロシャイムの幹部で「将軍」の地位にあり、川崎支部の事務方のトップと川崎市内で行われる戦闘等の現場指揮官を兼任している。フロシャイムによる世界征服という野望を抱いており、その障害となるサンレッドを抹殺するため全力を注いでいるが、本人自身「友好的に敵対関係を築いてきた」と言う通り、対決の時以外はレッドと普通に接している。
ローマ帝国の騎兵のような兜と、だぶだぶの紫の服が特徴。武器は盾と槍で、盾の内部には川崎支部の鍵や救急セット、夕食のおかず等を収納出来る（レッド曰く「トートバッグ」）。戦闘には使わないが、持っていないと手持ち無沙汰になって落ち着かない（作者曰く「常にセカンドバッグを持ち歩いているおっさんと同じ心理」）。兜は風呂の最中や炎天下でも外さず、それが災いして熱中症になったことがある。
口はあるが、開いたシーンは無い。アニメ版でも発声時は「口は閉じたまま頭部が上下に微動する」という表現になっている。ややオネエ口調気味に話すが、戦闘時には威風堂々とした口調となる。花粉症及び風邪による鼻声や食べ過ぎで太った時だと板東英二に似た声になる。話す際、語尾に「〜だと思うの、私」と付けることがある。
世界征服を目指す悪の組織の幹部ながら腰が低く、温厚な性格。部下（アニマルソルジャーを除く）を「○○君」と呼び、彼らがサンレッドに敗北しても憤慨せずに看病と激励をしたり、区民会に出席する等、近隣住民との交流を大事にすることも欠かさない好人物。しかし「年末の大掃除をサボった時」や「支部の襖を破った時」、「避難訓練を真面目にやらなかった時」には怪人達に激怒している他、原作最終巻では「BS放送のメジャーリーグの野球中継を見ていて対決に遅刻してきた」戦闘員達にレッドのように正座を強いた上で説教している。普段が温厚な分、その怒り方は周りを戦慄させる程恐ろしい。また、怪人が一般市民に迷惑をかけることも嫌う他、弟のロウファーに対しては手を焼いており、思い切った行動に出られない彼を叱る等兄として厳しい一面を見せている。前述の通り基本的に部下の戦闘を見守り自身は戦わないが、本人の戦闘能力は極めて高く、川崎支部の怪人の中では最強の部類に入る。
その性格上、レッドの暴慢さを窘めることが多いが、逆にレッドから「悪の怪人」であることについてしばしば疑問視されている。かよ子とは極めて友好的なご近所付き合いをしており、かよ子に料理を指南したりお茶を飲みに行ったりと仲が良い。反面、性的な知識は皆無で、レッドやかよ子や怪人達のちょっとした会話にもついていけない上、怪人の都合を考えず塩対応したり場の空気を崩す等、空気を読まないシーンも多く、その点を戦闘員たちに窘められることも多い。またレッド抹殺用ロボットを中途半端な段階しか完成できないほど手先が不器用な上、絵心も全く無く、その絵の下手さは年賀状の絵（原作では牛、アニメでは虎）を見たヘンゲルに質問され、メダリオには「何が何やら…」とまで言われる程。カビに近づくだけで目の痒みや鼻水を発症してしまうほどのカビアレルギーで、カビの怪人であるカビラジェイやジョンカビラに近づく時は宇宙服のような防護服を身に纏う。ウェザースリー時代は泳げなかったが、ちあきの指導により克服し、古式遊泳を身に着けた。かよ子の会社の生命保険にも加入し、「まだ日本を征服していない」ので、きちんと確定申告して納税もしている。
ビール1杯で泥酔してしまう程酒に弱く酒癖が悪い（レッド曰く「酒癖の悪さは後輩のラッカマン以上」）。それでも「大分強くなった」と自負するが、居酒屋で泥酔した時には一緒に飲んでいたレッドや店員、他の客に散々迷惑をかけて介抱され、レッドに「（ヴァンプとは）金輪際飲まない」と吐き捨てられた。また、単行本15巻で忘年会の余興の準備としてセーラー服を着たかよ子と学生服を着たレッドの姿を目撃した際は、その記憶を消すためにレッドに強引にビールを飲まされ泥酔させられている。
家事・雑事全般に秀で、作中では「カリスマ主夫」という異名も付けられている。特に料理が得意なことから「ヴァンプ将軍のさっと一品」という料理コーナーが単行本に収録され、アニメ化の際にも同様のコーナーが設けられた。また、常に料理のことしか考えていないらしく、そのことをレッドに指摘されることも多い。
携帯電話の着信音は着うたではなく、内蔵音源である。原作は『キューティーハニー』、アニメ版は『羞恥心』。
原作最終話ではフロシャイムの鎧を纏って「強化ヴァンプ」となり、レッドと実力伯仲の激闘を繰り広げるが、その最中に酔っ払ったかよ子が乱入しレッドに不満を持たれた唐揚げの作り方を教えろと執拗に迫ったおかげで戦闘中断を余儀なくされ、レッド並びにキングフロシャイム共々説教を受ける羽目に遭った。
単行本では表表紙を飾った回数が最も多い。単行本のカバーを剥がすと表表紙と裏表紙の2コママンガになっており、表で「ヴァンプ（稀に他のフロシャイム怪人）が従来の悪の組織のような重いセリフを放ち」、裏で「結局いつも通り、庶民的な一言で締める」構造になっている。
2011年1月には川崎市高津区のPRを行なう「キラリたかつ大使」に任命され、特別住民票が交付された。
内田 かよ子（うちだ かよこ）
声 - 鍋井まき子
本作のヒロイン。サンレッドの彼女で同棲している。年齢はレッドより2つ年上の29歳で、職業は生命保険の外交員。栗色のボブカット（初期は肩まであるロングヘアで、単行本3巻から8巻までは外跳ねしたショートヘア）と山吹色の瞳の垂れ目（作者曰くタヌキ目。単行本1巻から8巻までは吊り目）が特徴。出身地は四国の香川県で、母親と姉、従姉妹と甥の哲也がいる。結婚適齢期だが、結婚を意識した発言を一度もレッドにしたことが無いらしい。アニメ2期最終話にてレッドにプロポーズする形で結ばれた。
サンレッドにとって、心を許せる存在であると同時に頭の上がらない存在の1人。ヒーローなので定職に就かないサンレッドと時折ケンカや言い争いにもなるが、それでも2人の仲は上手く行っているようである。単行本11巻掲載の特別編において、レッドの以前の彼女であったあゆみ（詳しくは気象戦隊ウェザースリーを参照）の家に保険の営業で訪れた際、レッドに一目惚れし、人前でも平気でレッドを罵るあゆみに耐え切れず怒りを露わにした成り行きでレッドを家に連れ帰ったことがレッドとの馴れ初めであることが判明した。本人は「あゆみから彼氏（レッド）を奪ってしまった」と申し訳無さげに感じている。茶目っ気があり、レッドをからかうことがある。
ヴァンプ達とはおすそ分けをし合ったり、通販で共同購入したり、レッドとの離別を止められたりと非常に良好な関係を築いている。フロシャイム怪人からの人望も篤く、彼らのバイト先ではVIP級のサービスを受けている。
以前はアパートに住んでいたが、作中では新築のマンションに引っ越している。アニメ版ではこの引越しの時に初めてヴァンプ将軍と会ったことになっている。
レッドと比較して、彼女の裁縫の技術は人並み以下。料理もあまり得意ではないらしく、ヴァンプから教わることも多い。
上記の通り、かよ子のキャラデザインはこれまでに3回変わっており、初期の頃は人相が比較的悪く描かれていた。いわゆる美人キャラとして描かれるようになったのは単行本3巻の「天井」がサンレッドを説教する話からである。たびたびマイナーチェンジがされており、今後もデザインが変わる可能性があるとのこと。一方アニメ版は単行本3巻以降のデザインに準拠しているため最初から美人キャラとして描かれている。
なお、『ぷりん帝国』に登場する長老バルゲンの嫁も「かよ子」という名前であり、作者によれば名前を流用したのだという。

### フロシャイム
世界征服を企む悪の組織。組織の全貌は不明だが全国に支部と出張所があり、その上に本部の将軍や総帥キングフロシャイムが存在する。名前はアメリカの靴メーカーFlorsheim (en:Florsheim Shoes) のもじり。
現時点で確認できる限り、構成員はヴァンプ将軍を始めとして善人が多いのが特徴。悪の組織らしからぬ言動が目立ち、対象とするヒーロー以外の人間に危害を加えるような作戦は取らないように心掛け、仮にしても最小限の危害に留めようとする。本部は不明だが、支部は一戸建てであり、本部から支給される経費で賄われている。月に1度、各地の幹部を集めた幹部会議が行われているが、開催地は熱海や草津といった観光地である。
所属する怪人達は、ムキエビのように組織で作られた者もいるが、基本的にはスカウトや求人広告で集められているようである。給与体系等は不明だが、アルバイトや貧乏暮らしをしている怪人も多い。メダリオ、カーメンマン、ウサコッツ等は川崎支部の電気代を稼ぐためにバイトをしたこともあり、本部から支部に支給される金額も必要最低限のようである。彼らは、普段は上記のようにバイトや買い物を素顔のままで行い、一般市民と溶け込んで生活している。
一部の例を除き、怪人は固有の技や能力を持つが、基本的に全員使う前にサンレッドに一撃で倒されてしまっている。これはサンレッドが強すぎるためで、決して怪人達が弱いというわけでは無い。これはサンレッド自身も認めており、ヒーロー3人を倒したという非フロシャイムの怪人達にヴァンプが襲われそうになった際、アーマータイガーが撃退を果たしている。また、体も頑丈で一般人が攻撃を加えてもびくともしない。

#### 本部
キングフロシャイム
声 - 広瀬正志
フロシャイム全ての幹部を統率する総帥（作中では「大幹部」と表記されている）。顔面に「F」のマークが書かれた目出しの覆面と王冠が特徴だが、普段は姿を見せず、各支部に設置されている通信機（アニメ版では壁に設置されているフロシャイムマークのパネル）を通して指令を出している。
原作最終話で姿を現し、サンレッドとヴァンプとの最終決戦を見物するが、その最中に酔っ払ったかよ子の乱入によって2人が倒され、なぜか自身もレッドとヴァンプと共に彼女の説教を食らう羽目に遭った。「まー君」という孫がいる。年賀状はいつも遅れて届く。アニメ版では悪筆で字が汚い。自称「フロシャイムCEO」。
フィリップ参謀
ヴァンプの口から存在だけ語られたフロシャイムの幹部。ヴァンプによるとかなり気難しい性格で、「フロシャイムの男版サッチー」として恐れられているらしい。一方で、川崎支部の訪問を一方的にドタキャンする等ルーズな一面もあり、そのいい加減さは、普段滅多に怒ることの無いヴァンプすらも激怒した程。
ダッド
本部の人事課に勤めているフロシャイムの幹部。ジャルゴの特徴を記した曖昧な情報を送った（本来はジャンゴの情報を送るつもりだった）ほか、マーゴの情報を送った。
作中では名前のみが挙がるのみで、姿が明かされることはなかった。

#### 戦闘員
フロシャイムの戦闘員。各支部に2名ずつ配属されており（作中で確認されているのは川崎支部と埼玉支部）、黒の全身タイツを着用し「1号」「2号」と番号で呼ばれている。そのため、外見上よく似ているが1号と2号で声が違う。鳴き声は「キー」だが、普段は普通に会話している（2号曰く「ずっと言うと喉に負担がかかる」）。2人とも本名は不明。
戦闘員だが直接的な戦闘行為はあまり行わない。勤務中はいつもヴァンプ将軍の隣に立ち、後方支援や雑用等を主に行うが、支部の会議には常に参加し、作戦の立案から企画・準備まで関わっている。戦闘中は猫背が基本スタイルだが、普段は背筋を伸ばした姿勢で生活をしている。
ビームスやユナイテッドアローズへ服を買いに行く等、流行に敏感で、戦闘員服でも白ブーツの履き方を色々と変える等して拘りを見せている。なお、アニメ版では額に「1」「2」と書かれている他、原作に登場する埼玉支部の戦闘員はゾーネ将軍の意向により額に「彩」の字が書かれている。1号、2号共にフロシャイムの中では随一の常識人であり、主に巻き込まれ型のツッコミ役である。
1号
声 - ひぐち君 / 鍋井まき子（先代）
戦闘員の1人。遠距離恋愛をしている。現在の1号は2代目で、ウェザースリー解散後、川崎支部の戦闘員となった。原作の先代1号は背は低いマッチョタイプの男性で、マナーや人の目を気にしないマイペースタイプであったが、アニメ版ウェザースリー時代の先代1号は、声が若い細身の女性である。
2号
声 - 清水聖 / イッキ（川崎支部・先代）
戦闘員の1人。作中では川崎支部配属の者と埼玉支部配属の者が登場しており、原作での川崎支部配属の2号はウェザースリー時代から中の人は同じである（アニメ版の先代2号は声優が異なる）。埼玉支部配属の2号は、ゾーネ将軍の無理難題に手を焼いており、千葉県の悪の組織ベロスの戦闘員の先輩でもある。
アニメ版では「週代わりのバイト」という設定であるため、外国人のような片言であったり、オカマ風の喋り方であったりと、声優は同じであるものの口調や声質が毎回違うものになっている。

#### 川崎支部
ごく普通の一戸建て住宅。築23年、木造2階建て、庭付き。ただしブレーカーはヒューズ式で、しかも30アンペアしか無い。車両としてママチャリが1台置いてある。溝の口駅や登戸駅から近い場所に建っている。アニメ版では溝の口周辺の描写が多いため、高津区在住。秘密基地では無いので付近の住民も場所を知っている。
ヴァンプを含め、メンバーは戦闘時はサンレッドを呼び捨てにするが、それ以外の状況では常に「レッドさん」と下手に話す。アニマルソルジャーのみ、常時「レッド」と呼んでいる。

##### 主要な怪人
主に本編にて複数回以上登場した怪人を表記する。怪人達の表記は、それぞれ単行本にて初登場した順に準じる。
ドルゴン
声 - 斧アツシ
必殺技 - ヘルネイル
トリ（やや翼竜寄り）の怪人。腕の皮膜によって時速700キロメートルで飛行が可能。自慢の爪で改造クマを一撃で倒す程の実力を持つが、サンレッドを強襲した際に牛丼を台無しにしたため、激怒したレッドに凶器で殴り倒される。その後も飛行能力を持つことに起因して、かよ子の引越しや短編等でたびたび登場する。「フロシャイム翼の会」のメンバー。メダリオやカーメンマンからは「ドル」と呼ばれている。
アニメ版では第18話以降、クチバシに口紅を塗り、内股、女言葉が目立つオカマキャラとなり、体格も細くなっている。バイトの同僚である田口とは仲が良い。チャームポイントはお尻。
タイザ
声 - 斧アツシ
オオカミの怪人。凶暴な外見に似合わず人当たりのいいのんびり屋で、登場しても寝るか食べるかパチスロしかしていない。何もしない時は涎を垂らして呆けていたり、アニメ版では単語の復唱で喋る等、幼児のような言動がよく見られる。ヴァンプ曰く「一度寝たら隣で爆弾が爆発しても起きない」。時速100キロメートルの大型トラックを止めるほどの怪力を誇るが、後述の理由もあって戦闘要員ではないらしく、必殺技も持たない（初登場時のみ戦闘要員として出撃している）。その人懐っこい性格から、基本的に怪人に対して排他的なレッドが友好的に接する数少ない怪人の1人となっている。
月の満ち欠けによって知能が変化するという特徴を持ち、満月に近いほど知能が高くなる。最も知能が低い新月の時には会話すら出来ない状態だが、満月の夜になるとIQは200以上とヘンゲル将軍を上回り、姿も爽やかな「男狼」になる。川崎支部の経理担当で、満月の夜にひと月分の川崎支部の経理を片付けてしまう。
一度ヴァンプの計らいにより、ギョウ達と合コンに行ったが、何をすればいいのかわからずにそのまま座っていたところを自分と同じく浮いていた女性と仲良くなる。
川崎支部に住み込んでいるらしく、支部での食事のシーンにはほぼ必ず加わっている。体色は原作では青みのかかった紫だが、アニメでは青。
ジェノラ
声 - 松本忍
人型怪人。3秒間だけだが時間を止める能力を持つとされる。
レッドとの対決の際、バイト先の終礼が予想以上に長引いてしまい、待機していたレッドを苛立たせた。ヴァンプ達が彼の機嫌取りをしていたところでようやく到着し、遅刻した理由に呆れ果てて戦意が失せ、帰ろうとしたレッドに不意打ちを仕掛けるが返り討ちに遭い、本部へ帰還。ヴァンブらは苛立ちが収まらないレッドに夜まで説教を食らう羽目になった。
その後、単行本10巻にて再登場。レッドに敗北していたものの、健気な様子でテレビのインタビューに応えた。
メダリオ
声 - イッキ
必殺技 - マシンガンシャワー、メダリオキャノン、ツインデスアタック（カーメンマンとの合体技）
人型怪人。両肩に装着されている砲台から放たれるナパーム弾は、厚さ1メートルの鉄板を撃ち抜く程の破壊力を持つとされる。悪友のカーメンマンと行動を共にすることが多く、共に川崎支部の中では古参らしい。ウサコッツと行動を共にすることも多く、レッドからはカーメンマン、ウサコッツとひとまとめにして「3バカ」と呼ばれている。口癖は「溶かすぞ」。アニメ版では「レベル高ぇ〜」や「レベル低い」も口癖になっている。
川崎支部によく出入りしており、登場回数はかなり多い。自分のライフワークと主張するほどカップラーメンが好物で、新製品のカップ麺が発売されると必ずチェックしている。楽しみにとっておいたカップ麺をカーメンマンに食べられたことで喧嘩したことがある。他にもカーメンマンの言動や行動を罵ったりからかったりしては喧嘩することが多いが、彼と一緒にウサコッツをからかうのが趣味。登場初期に装着していたトゲが付いたアームカバーは単行本10巻以降ウサコッツを傷つけないために外したが、理由に関しては恥ずかしいのか「柱や畳を傷つけると大変だから」と誤魔化している。乗り物に弱く、カーメンマンの車に乗った時は必ず乗り物酔いする（本人曰く「彼の安全運転が性に合わない」とのこと）。また、食後での乗車にも弱い。
カーメンマン
声 - 清水聖
必殺技 - 太古の呪い、ヴァジェットウィップ、ツインデスアタック（メダリオとの合体技）
ミイラの怪人。通称「カーメン」（レッドからは「エジプト」と呼ばれている）。4000年以上生き続けており、実家はエジプト。アントキラーの兄でもある。年齢は4002歳（アニメ版では生年月日の書かれた履歴書が登場しており、BC2429年生まれの満4439歳）。悪友のメダリオと行動を共にすることが多く、共に川崎支部の中では古参らしい。4日後に確実に対象を殺す呪いを使えるが、肉弾戦にも優れている他、頭のコブラの飾りもヴァジェットウィップという武器になる。口癖は「呪うぞ」「呪ったろかコラ」。
メダリオと同じく川崎支部によく出入りしており、登場回数はかなり多い。どちらかと言えば、メダリオやウサコッツに振り回される立場である。元々アパートで暮らしていたが、金が無いとの理由で弟・アントキラーのマンションに転がり込んでいる（アニメ版では「車を買って家賃が払えなくなった」とアントキラーが語っている）。また、川崎支部の怪人の中では数少ない自動車運転免許所持者で、中古で買った「ビッツ」を所有している。ドライブする時はサングラスをかけることが多い。非常に運が悪く、貧乏くじを引いて自分が悲惨な目に遭うシーンが多い。このこともあってかメダリオ等に「カーメンマン有利説」と馬鹿にされることもあった。
ミイラだが本人曰く「死んでない」ため、自分を死者と認識して付きまとうハニーバンダム達を鬱陶しがっている。食べ過ぎで太ったり、長風呂で水分を吸収して一時的に元に戻ることもある。腕に巻いている包帯はゴム製で、干乾びても緩くならない。頭飾りと服の色は原作ではオレンジ、水色だが、アニメ版では黄色一色となっている。
アーマータイガー
声 - 斧アツシ
必殺技 - デスハリケーン、タイガー殺法、タイガークラッシュ、タイガークロー、タイガーラリアット
トラの怪人。名前が長いので、たまに「アーマー」と名前を縮められることがある。実家はベンガル。原作での一人称は「俺」で荒い口調だが、アニメ版での一人称は「自分」、二人称は「貴様」、語尾は「ッス」となっている。川崎市内の古アパート「山本荘」の103号室に住む。メダリオ、カーメンマンと共に川崎支部の中では古参らしい。
活動する時はダイヤモンドよりも硬いとされる鎧を着用するが、普段はランニングシャツにトランクス、時にジャージというラフな格好をしており、ヴァンプから「アーマータイガーじゃなくてランニングトランクスタイガーだ」と突っ込まれた。万年床で、武器の槍を物干し代わりに使ったり、レッドとの対決だけでなく、ヴァンプ達との打ち合わせや、仲間の怪人達と遊びに行く約束をうっかり忘れ続けたり、平気で遅刻したり、連絡を怠る等、自堕落だったりズボラなシーンが多い。
しかし戦闘能力は川崎支部の中でも高い方であるようで、本気を出すと「ヒーローを3人倒した」と称する強力な怪人すら一方的に倒す程の実力を持つ。たまに河川敷で打倒レッドのためのトレーニングを行うこともある。鉄壁の防御力を自負しているが、対レッド戦では顔面を執拗に殴られたり逆関節を極められている上、悪口を言われて逆上したレッドに鎧を凹まされる等、全く良い所が無い。同じネコ科で鎧を纏うヨロイジシとは同属嫌悪的なライバル関係にあり、「ねこ科の会」のメンバー。
住んでいる部屋はボロアパートのため隣の部屋との音漏れ等が酷く、昼間は隣に住む夜間タクシーの運転手の中年男性が寝ているので大きな音が出せず、抗議を受けてしまいがち。アニメでは着ている鎧に縁がついている。
ゲイラス
声 - 松本忍
必殺技 - ブラックプレッシャー
イカの怪人。イカだが空を飛ぶことが可能で、空を飛べる怪人としてよく登場する。鳴き声は「ゲゲー」。
イカであるため、伸縮自在で器用な足がたくさんあり、さらに冷蔵庫のような重い物も簡単に飛んで運べる怪力を誇る。そのため、かよ子の引越しでは活躍した。性格は至って穏やかで、言葉遣いも丁寧。また、アニメ版では高い声で喋る。血の気が低いため体が冷たく、ウサコッツによる「座り心地ランキング」は最下位だが、「風邪を引いた時の枕ランキング」では堂々の1位となっている（ナイトールは「水枕扱い」と指摘）。「フロシャイム翼の会」と「フロシャイム海の会」のメンバー。
初登場回ではレッドと対決する予定であったが、母親に許可を得て誘拐してきた少年・よしお（アニメ版ではとしお）の面倒を見た後、ヴァンプと一緒に対決をすっぽかしてよしおの母親から貰ったビールを飲み、レッドを激怒させる。それから長らくレッドと対決する機会が無かったが、雲の上まで届く程に急成長してしまったゴーヤの木に引っかかって宙吊りにされ、凍死しかけたヴァンプをしぶしぶ救出しに登ってきたレッドに鉢合わせた時は、レッドの「両腕が塞がっている俺を倒すチャンスだぞ」の口車に納得したヴァンプの命令でレッドの抹殺を図ったものの、蹴り1発で地表へと撃墜され、その夜は一晩寝たきりになる羽目になった。また介入はしていないが、かよ子の甥・哲也と共にモスキーとヒトデ型怪人・トデラーがレッドとヒーローらしい激闘を繰り広げるのを見守った。
体色は原作では水色、アニメでは黄色がかった白。
ガニメデ
声 - 大林洋平
必殺技 - シザーハンド
カニの怪人。右腕に鉄をチーズのように切り裂くハサミを持ち、外殻はミサイルを防ぐ程の硬度を誇る。興奮したり驚くと、カニの脚を模した角が威嚇の意味なのか、「がぱぁ」と展開する。キャラクターとして目立った出番は少なく、モブ的な登場が多い。ハサミ状の腕でスマートフォンのタッチパネルを操作できたり、箸を持つ等器用な面がある。
防音対策がされていないアパートに住んでいるが、隣に住む女性の部屋の騒音に悩まされており、最初はこのことに愚痴をこぼしていたところを偶然レッドに出くわし、対決の日では無いにも関わらず攻撃を仕掛ける。当然返り討ちに遭ったが、これによってようやく安眠が出来た。その後、「自分から抗議をしたら負け」だと考え慣れてしまう。
隣人との問題を抱えるという点でアーマータイガーと仲が良く、アーマーからは「ガニ」と呼ばれている。また、サミエルのような幹部級やメダリオやカーメンマン、ヨロイジシ、アニマルソルジャーのような同期メンバーとも交友があり、サミエルと親しげに飲みに行ったりメダリオとカーメンマンの口喧嘩を見て「本当に中学生だなお前ら…」と呆れている。また、ヘルウルフと一緒にホラービデオを見ている時に、ビデオの内容以上に彼が驚いたことに寄る威嚇行動にヘルウルフが驚き、それ以降、ガニメデが角を開くとヘルウルフも驚くという、所謂パブロフの犬な間柄にある。「フロシャイム海の会」のメンバー。
体色は原作では薄い赤だが、アニメでは外殻は濃い赤、右肩と縁は紫になっている。
原作において隣人の目覚まし音楽は小柳ゆきだが、アニメ版では曲が『好きです かわさき 愛の街』に変更されている。
ガジェム
声 - 斧アツシ
モグラの怪人。アントキラーには遠く及ばないが、地中戦での勝率は10割だと豪語する自信家で、犬並みの嗅覚を持つ。
かよ子からレッドが現在双子玉川の髙島屋にいると聞き、ヴァンプらと共に双子玉川へと向かう。迷路のように複雑に入り組んだ高島屋の内部に苦戦するも、持ち前の嗅覚を用いてようやくレッドの居場所を突き止め、襲撃しようとするが、運悪くレッドは評判のメロンパン屋に並んでいて対決する気が無かったため、彼がメロンパンを買い終えるまでヴァンプらと共にしばらく待つことにする。結局待っている間に気力が萎えてしまい、レッドとの対決を諦めて帰っていった。
同じモグラ型怪人であるモギラとモゲラからは表面上は後輩として顔を立てられているが、「アントキラー先輩の方が100万倍強い」と一蹴される等内心では見下されている。
モスキー
声 - 清水聖
必殺技 - ヘルドリーム
蛾の怪人。彼の鱗紛は生物の神経を狂わせるとされる。鳴き声は「キチュー」。
初登場はかよ子の引越しの手伝いで、「空を飛べる」という理由で荷物運びに選抜された。その後も主役ではないが高頻度で登場している。アニメではチャラ男のような口調で喋り、「すっげー」や「ちーす」「ぱねぇ」が口癖になっており、触角と嘴の描き方が異なる。毒鱗紛は塗るタイプの物を使っている。
レッドに対してはアダルト雑誌をもらった縁で彼を勝手に兄貴分と慕う等下世話な考えや行動が多いが、ヴァンプからは真面目な性格と見られている。カーメンマンと並ぶ不運体質で、散々な目に遭わされることが多い。同じ昆虫型怪人かつ同期のアントキラーとは仲が良く、アントからは「モス」と呼ばれる一方「モスキーが自分を差し置いて登場するのが悔しい」と若干対抗意識を持たれている。「フロシャイム翼の会」のメンバー。
哲也のためにトデラーと共にレッドと激闘を演じたところ、何故かレッドを差し置いて哲也に一番好かれてしまい、かよ子から嫉妬される羽目になった。
幼虫時代は同じ蛾型怪人のオカイコをトップにアゲハンドラーと3人で不良チーム「デス・キャタピラーズ」を組んでおり、その質の悪さと実力は近所一帯では知らない者がいないほどの有名なグループだった。
デルズ
声 - 清水聖
必殺技 - デルズショック
クラゲの怪人。毒を持つとされる。軟体怪人とも呼ばれ、ゼリー状の体によって物理的な攻撃は一切効かない。そのために無敵と思われていたが、レッドに脅されて無理矢理ポリバケツの中に詰め込まれ、数日間出られなくなったことがある。かなり臆病な性格。体内には様々な物が入っていることが多い。
最初、本部から川崎支部にクール便で郵送され、不完全体（アニメ版では蛹の状態）から完全体になるまで風呂場に置かれた。ヴァンプ不在中に完全体となったが、そのまま川崎支部を出てしまい、方向音痴であるため数日道に迷ってしまう。そして、その間に居着いた「天井」がデルズだと思われていた。
アニマルソルジャー
川崎支部でウサコッツをリーダーに活動するぬいぐるみ型怪人達。略称は「アニソル」。ウサコッツ、デビルねこ、Pちゃん・改の3名を指し、後にヘルウルフが加入する。
ぬいぐるみ型怪人とは、フロシャイムが子供を人質にするために作った怪人であり、子供に危害を加えることが出来ないように設定されている。そのため、逆に子供から苛められることが多い。また、そうでなくとも、その愛くるしい姿から若い女性や子供に人気があり、取り囲まれて身動きが出来なくなることがよくある。男性からも見惚れられている。
非生物であり、定期的に布地を張替え、負傷の際は綿がはみ出し、縫う等して処置する。しかし、かなり機械的なPちゃん・改ですら普通に食事を摂り、デビルねこに至っては生活習慣病を患っている等、実態は生物と変わらない。
打倒サンレッドの意欲は川崎支部の怪人の中でも強く、ヴァンプに無断で襲撃をかけることもよくある。また、ヘルウルフ以外の3名はフロシャイムの中でも古参で、多くの怪人は彼らに敬語を使い、「兄さん」「先輩」等と呼ぶ。他の怪人とは一線を画した組織のようで、隊員集めもヴァンプは関与していないらしい。
ウサコッツ
声 - 間宮くるみ
必殺技 - デーモンクロー
ウサギのぬいぐるみ型怪人。アニマルソルジャーのリーダー格。自分自身は可愛くないと言うが、外見や行動が可愛いため、若い女性や子供から好かれる。ウサギ型だが、背中に羽を持つため、飛行能力を有する。必殺武器であるデーモンクローは、通常のナイフ型の他に爪型、孫の手型等がある他、左目の電子義眼からは破壊光線が出る。負けん気が強くやや怒りっぽく、「ぶっ殺すよ!!」が口癖。
川崎支部の中でもレッドを倒す気は随一だが、見た目の可愛さで失敗することが多い。レッドも大抵はデコピン等で済ませることが多く、重傷を負うのは基本的に自業自得の結果である。一度寝ぼけてレッドの膝の上に乗ったのを機にそこを気に入ってしまい、口では文句を言いつつ、事あるごとにレッドの膝の上に乗りたがる。レッドも文句を言いつつ、気に入られていることに満足している。以来人の膝の上に座ることが趣味になっているらしく、彼の中でも座り心地にランキングがあるという。
メダリオとカーメンマン、アーマータイガー、ムキエビ、タレミミからは「ウサ」、デビルねこ、かよ子からは「ウサちゃん」、アントキラーを始めとする後輩怪人からは「ウサ兄さん」、レッドからは「ウサ公」と呼ばれている。メダリオ・カーメンマンからは「ムサコッス」、レッドからは「ロリコッツ」と呼ばれたこともあった。
アニマルソルジャー以外では、同期であるらしいカーメンマン、メダリオと一緒にいることが多く、大抵はメダリオの肩の上に乗っている。メダリオと一緒にカーメンマンをからかうことが多いが、逆に2人にからかわれることも多い。アパートで1人暮らしをしているが、たまに川崎支部の屋根の上で他のアニマルソルジャー達と寝ている。
元々は「デビルウサ」という名前で「デビルシリーズ」というぬいぐるみ型怪人の一角だったが、自分とトラックに轢かれそうになった仲の良かった少女・大野ゆきを庇い瀕死の重傷を負ったところをフロシャイムの改造手術によって復活。ウサコッツと改名し、作中で描かれているような姿になった。
かよ子に綻びを直してもらったことがあり、以来彼女に好意を持つ。マフラーをもらったお返しにケーキをプレゼントしようとしたこともある。
デビルねこ
声 - イッキ
必殺技 - 頭突き
ネコのぬいぐるみ型怪人。ウサコッツと同じく「デビルシリーズ」の一角で、彼がデビルウサだった頃からの付き合い。戦闘時には頭から角状の物がニョキッと出るが、これは10円ハゲを隠すために施されたもので、角が出る仕組みは後付け。
よく語尾に「なの」「の」をつけて話す等可愛らしい印象があるが、糖尿病、四十肩、円形脱毛症、加齢臭、重度の関節痛と、様々な持病を患っており、中年男性のような挙動をとる。ウェストポーチに糖尿病の薬を始め、たくさんの薬を常備している。膝の関節痛のため、普通なら川崎支部から歩いて10分圏内のかよ子宅に行くのにも命がけで、往復は不可能。
基本的にネガティブでやや卑屈な上に、疑り深い性格で、ウサコッツがかよ子と仲良くしているのを見る度に「本当はウサコッツがかよ子に拷問を受けている」と考えている。ウサコッツと共にレッド抹殺に出向くことも多いが、レッドに悪ガキから助けてもらった際には素直に礼を言ったり、困った事が起きた際に相談に赴く、時折二人で談話する等、ウサコッツほどレッドに対する対抗意識は強くない。
また、釣りに出掛けたものの1匹も釣れず不機嫌になっていたアントキラーに対して率直に「釣れたの?」と尋ねる等、少々空気を読めない一面や、改造を重ねたPちゃんについて「ああなったらおしまい」と述べる等、明け透けな一面もある。それについては一応本人も、「正しいと思った事をすぐに口に出しちゃって、場の空気を悪くしちゃうんだ」と少なからず自覚してる。また、ウサコッツの過剰なまでの女受けの良さや、自分が干支に含まれないこと等に対して、僻む節も見せている。
カーメンマン、ムキエビ、レッドからは「ねこ」、後輩怪人からは「デビル兄さん」と呼ばれている。
単行本11巻で「翼の会」や「海の会」のように、アーマータイガー（虎）・ヨロイジシ（ライオン）・スイゼン（チーター）を集めて「ねこ科の会」の結成を宣言するが、他の会が居酒屋でどんちゃん騒ぎしているのと比べて発起人の彼自身が糖尿を患っているため、会合ではお茶しか出せない。そのためメンバーは決して会合に乗り気ではなく、3人全員が欠席したこともある。最終的にねこ自身の体調の悪化が原因で解散という流れになったが、その頃にはメンバー達はすっかり「ねこ科の会」の事を忘れてしまっていた。
『BAMBOO BLADE』に彼のイラストが登場したことがある。
履歴書で昭和44年生まれであることが判明した。
Pちゃん・改
音 - 奥田維城 / 鍋井まき子（アナウンス音） / 柿原徹也、マイケル・リーバス（エラー音）
必殺技 - 破壊光線、核兵器
ヒヨコ（カモ）のぬいぐるみ型怪人。自分の体を改造するのが趣味。初登場時は普通に喋り、また動いていたが、回が進むごとに改造を重ねて機械的な動作が目立つようになり、喋ることも出来なくなったが、単行本15巻からはアンドロイド口調になった。過度の改造によって音声システムにエラーを起こすこともある。また、忽然といなくなることが多い。
初期の戦力はビーム砲や普通の飛行能力程度だったが、登場する毎に自己改造がエスカレートし、核ミサイルを搭載したり、米軍の戦闘機並の飛行能力を有すようになる。果ては深海6500メートルから大気圏、宇宙空間へと活動可能領域を増やしていき、大出力太陽光レーザー砲等近未来的な能力まで持つに至る。当然、戦闘能力はフロシャイム中でも群を抜き、特に必殺技の1つである破壊光線は巻き添えを喰らったウサコッツに瀕死の重傷を与え、怪人の攻撃を苦にもせず秒殺してきたレッドにさえ「今のはやばかった」とほんの一瞬だけ思わせた他、惑星を粉砕するほどの威力を誇る。それ以外にも液体金属になったり、映写機に変形したりでき、カーメンマンに「一家に1台は欲しい」と賞賛された。しかし、一気に電力を消耗する能力を使用すると電池切れになり、その際には数時間の充電を要する。自分だけ得するような行動をする等、見た目によらず独善的で狡猾な性格。
アニマルソルジャーの面々やメダリオ、カーメンマン、アーマータイガー等の同期メンバーからは「Pちゃん」、後輩怪人からは「Pちゃん先輩」、レッドからは「とり」と呼ばれている。
「翼の会」で「フロシャイムの飛べる怪人で誰が最強か?」の議論になった際、「能力が高すぎる」「別次元」「もはやSFの世界」という理由で真っ先に除外され、「フロシャイムの飛べる怪人」最強となった。また己の強さを極限まで高めようと考えに考えた結果、レッドに弟子入りを志願した果てに『偽レッド』として彼そっくり（マスクの色が緑色である他、額にトレードマークのランプがある点が相違）の姿に変形（？）したり、僧侶の説法を聞く、「違う方面の力＝財力」を高める為に株の勉強を始めるなど、見境がなくなりつつあり、デビルねこに「僕たち凡人には分からないレベルに達しちゃった」「ああなったらおしまいだよ…」と言われた。
アニメ版では初登場時から普通に喋ることが出来ないほどに自己改造しており、モールス信号のように頭部のランプの点滅で意思表示するようになっている。2期では、エフェクトの音声で単語程度の短い言葉を発するようになった。また、嘴やランプの描かれ方が異なる。体色は原作では黄緑、アニメでは緑。
ヘルウルフ
声 - あおきさやか（通常時） / 斧アツシ（変身時）
必殺技 - ムーンスパイク
オオカミのぬいぐるみ型怪人。元々アニマルソルジャーではないが、本部から川崎支部に着任後に加入。「魔界の狂えるキバ」の異名を持つ。普段はぬいぐるみの姿だが、満月の光を浴びると巨大なオオカミに変身し、その姿での戦闘力はフロシャイムでもトップ5に入るという。しかし、満月が隠れると元のぬいぐるみ姿に戻るため、レッドに勝てるか以前に月がちゃんと出るかが問題となる。
基本的に「○○、スキ」か「○○、コロス」（アニメ版、Nでは「チュキ」「コロチュ」）としか話さない（○○は「オマエ」や相手の名前）。そのような無口な面と合わせ一匹狼であり、基本的に単独で登場することが多く、アニマルソルジャーの一員として登場しても独立している。一応、アニマルソルジャーの一員という自覚はある。ニンジンが苦手。
メダリオとカーメンマンは当初彼を散々嘲笑していたが、満月の光を浴びて変身した彼の姿を見てからは恐怖感と苦手意識を持つようになる。また、気に入らないことや都合が悪いことがあると他人（特に自らが嫌う人物）に殺害予告を出すやや理不尽な一面もある。カーメンマンやギョウ等からは「ヘル」、かよ子からは「へるちゃん」と呼ばれている。
フロシャイム内ではヴァンプやアニマルソルジャーの他、健康を気にしてくれたギョウに対して友好的のようである。一方で自身を見下したメダリオとカーメンマンに対してはことあるごとに殺害予告をするほど嫌っており、ガニメデに対しては彼の威嚇行動に驚いて以来苦手意識を抱いている。レッドに対しては口では殺害予告をしながらも、一緒に行動したり、ついて回るなど、実際はそれなりに友好的な関係で、レッドからも（変身時における）戦闘力の高さから一目置かれている。
アニメ版52話（2期26話）では「オメデトウ」と発言したり、同話のエンディングでヴァンプや他の怪人達と「センキュー」と言ったりしている。

ゴドム&ソドラ
声 - 清水聖（ゴドム）、イッキ（ソドラ）
双方とも人型怪人。西洋の兜風の顔をしたゴドムと、顔の左半分が木目状になっているソドラの2人組。2人でルームシェアをしており、彼らの私生活をサンレッドが目撃するシーンもある。2人の登場回はゴドムが何かを言い、ソドラが一言リアクションをして終わるという流れになっている。
ゴドムは事あるごとに疑問を口にする理屈屋な性格で、「人を怒らせる天才」と作者から称されるほど鬱陶しく、ソドラもゴドムにイラつかされることがかなり多い。反面、深い発言をすることもあり、作者からは「天才?」とも言われている。ソドラはゴドムと対照的に寡黙、というよりも根暗かつ陰気で、いつもゴドムの疑問に対して気だるそうに答える。また、自身の疑問をゴドムに聞いたところ、皮肉交じりの正論で返され、不貞腐れて家出する等、やや短気なところもある。
所属は暫く不明のままだったが、原作最終巻で川崎支部と判明。サンレッドの事も知っていたが、なかなか対決が実現しないためゴドムがヴァンプに直談判しに行ったところ完全に忘れ去られていた。
アニメ版第1期ではミニコーナー「ゴドムとソドラ」として準レギュラーとなっている。当初は原作同様ルームシェアをしていたものの、意外な展開を迎えることになる。アニメ版第2期ではしばらく出演はなかったが、FIGHT.39で久々に登場した。
名前の由来は旧約聖書の『創世記』に登場する都・ソドムとゴモラを捩ったもの。
ハンマーヘッズ
声 - 川本宗幸
シュモクザメの怪人。水中での機動力はトビウオ型怪人トビウオン（声 - 井吹哲也）より下回るが、水中戦での実力は魚型怪人ゴアに次いでフロシャイム最強と言われる。陸上では5分間の活動が可能。獰猛そうな見た目に反し、泳ぎ方が平泳ぎ（アニメ版では背泳ぎも披露している）と普通。
初登場は陸上ということも相俟ってレッドに倒されてしまうが、再登場では多摩川で一泳ぎしていた（本人曰く「野性的に」）ところ、溺れた子供を助けて表彰され、この出来事が後に新聞に記載された。また、レッドたちに鮟鱇鍋を食べさせようとアンコウを獲りに泳ぐという活躍を見せた。また、肉は下処理せずに生で食べる。「フロシャイム海の会」のメンバー。
ギョウ
声 - 川本宗幸
必殺技 - ドメステッククラッシャー、ドメステックアーム
人型怪人。基本的に陽気でノリの良い兄貴肌かつ俺様的な性格だが、一度戦闘になると相手の息が絶えるまで甚振り続ける残虐かつ凶暴な狂戦士と化すとされ、「血塗られし悪鬼」の異名を持つ。合コン好きで、人数合わせのため後輩を集めたりする。
合コンに飛び入り参加することになったヴァンプに女性陣の人気を取られ、直後飲み屋でレッドに泣きじゃくる。その後レッドと飲みに行った際、絡んできた一般人と一触即発状態になりかけたレッドを宥め、自身がレッドに暴行される。今ではよくナイトールを誘っているらしい。また、バレンタインデーでは大量のチョコレートを貰っているため、女性からの人気は高いようである。一度ヴァンプによって雷様にされたことがある。
手首から先を切り離して遠隔操作できるが、作中では這ったりよじ登ったりして前進しており、自力で浮遊できるかは不明。
キャラクターとして目立った登場は少なく、相槌を打つような役回りでしばしば登場する。上下関係は不明だがメダリオやカーメンマン、アーマータイガーのような同期メンバーと交友があり、原作ではメダリオとカーメンマンにタメ口で話すシーンがあるが、アニメ版では入社年度が書かれた履歴書が登場しており、カーメンマンより後輩であるため、敬語になっている。ただし、アントキラーが敬語で接していることから、アントキラーよりは先輩であるらしい。アントキラーほどではないが、ガメスをはじめとした後輩にはやや横暴な態度をとることが多いが基本的に後輩の面倒見がよく、その陽気かつ気さくな立ち振る舞いから慕われており、レッドとも一緒に飲みに行くほど友好的な関係を築いている他、人参を残したヘルウルフを注意してからは彼からも気に入られているが、ノースキングのことは嫌っているわけではないものの若干面倒臭がっている。また、アニメでは両指を鳴らしたりファンキーな喋り方をしたりと陽気な性格がより強調され、口の描き方も異なっている。
ガメス
声 - 髙木俊
必殺技 - メガトンセントーン、ガメスウイング
カメの怪人。川崎支部の怪人の中では下っ端の方であり、ギョウに振り回されたり、ムキエビに愚痴を聞かされたり、アニマルソルジャー達の食べたデザート代を立て替えさせられたり、レッドにヒーロー協会からモニターを依頼された新兵器の実験台に『思いつき』だけで選出された上、同じく実験台に選ばれたドルゴンとアーマータイガーから命惜しさに一人で全部押し付けられそうになる等、カーメンマンやモスキーほどではないにしろ、貧乏くじを引かされることが多く、基本的には先輩に苦労させられる後輩としての役回りで登場することが多い。その為か、後輩となった新入りのナイトールに対してはパシリに使うなど日頃の鬱憤を晴らすかの如く横柄な態度を向ける。
原作では、アニメ版での声を同じ声優が演じていることから、サンレッドがガメスの声真似をしてヴァンプに電話をするシーンがある。カメだが空を飛ぶことが可能で、ゲイラスと同様に「フロシャイム翼の会」と「フロシャイム海の会」双方に参加している。前述のようにギョウには頭が上がらないが、基本的に彼のことを慕っている。一方、ムキエビに対しては内心「ウザい」と疎んでいる。
アニメでは頭部の斑模様が無く、目の描き方も異なっている。
フルブ
声 - 菊タロー
人型怪人。右手が刃となっており、彼に斬られた傷は一生治らないとされる。
基本レッドに対して面と向かうと下手に出る事が多い川崎支部の怪人の中では珍しく、レッドに対しても筋の通らない事に関しては毅然とした物腰で注意したり、聞こえる範囲内で堂々と厭味を言い放つ等、良くも悪くも肝が据わった性格。
レッドとの戦闘で刃を用いた接近戦に持ち込むが、悉く紙一重の差で避けられ敗北する（アニメ版ではこのシーンは省略されている）。その後ヴァンプの付き人として区民会に参加、空き缶を潰して処理するのが面倒でついそのままにしてしまうレッドを叱咤し、区民会が終わった後に他の区民から散々説教されて機嫌を悪くしたレッドがペットボトルをゴミ箱に捨て損ね、そのまま去ろうとした光景を見て「意固地になって拾わない」「仕方がないから代わりに捨ててやろう」と彼の目の前で厭味を言い放った結果、レッドを完全にキレさせてしまい、レッドが無言で放った渾身の一蹴を顔面に受けて気絶した。アニメでは避難訓練に参加したり、レッドとかよ子の下へ新年の挨拶に行く等、主役ではないが出番が多い。
ムキエビ
声 - イジリー岡田
必殺技 - デススプリンガー
殻を剥いたエビの怪人。フロシャイムのバイオ実験によって生まれた。命を持たないため、殺すことはできない（ハニーバンダム達に死んでいると誤解されたことはある）。川崎支部にはヴァンプ将軍よりも前からおり、地位が上のヴァンプ将軍も敬語で接する珍しい存在。
非常に自己主張が強い上に、思い込みが激しく、気性も荒く、相手の都合を考えずに自分のペースで話を進める自分本位な性格。そのくせ古参なので無下に扱うことも出来ず、かなり鬱陶しい存在。このため、（ある意味では）レッド以上に人望が無く、ウサコッツからは勝手にアニマルソルジャーに加わろうとする図々しさや、その気性の荒さを理由に嫌われており、デビルねこ、ガメス、モギラとモゲラをはじめとした他の後輩怪人や戦闘員達からも公言されてはいないものの、内心疎ましく思われている。例外として自身に負けず劣らずに曲者な性格であるノースキングとは一緒に飲みに行って談笑するなど、それなりに意気投合している描写がある。
川崎支部所属の怪人の中でも水泳能力がある者のみ加入できる「フロシャイム海の会」に加入する日を夢見ている。また、モテたいという理由でアニマルソルジャーへの加入を狙っており、その回以降、自分がアニマルソルジャーの一員であると勝手に思い込んでいる。海の会、アニマルソルジャー双方のメンバーからは加入を嫌がられているが、本人はそれに全く気づいていない。
アニメ版では怒ると体色が赤くなる。一度アニマルソルジャーとデルズと共にレッドの対決に参加し、久々にやる気になっていたレッドの興を冷めさせたり（アニメ版ではヘルウルフに差し替えられている）、戦闘員にレッドと未対決の怪人に挙げられた時にヴァンプが無反応であったところからヴァンプからは戦闘には不向きと見られている。
グルゲゲ
声 - 清水聖
必殺技 - バブルヘルドリーム
カエルの怪人。ショベルカーを破壊する程の腕力を誇る他、象を3秒で死に至らしめる猛毒と生物を狂わせる鳴き声を持つとされる。喋る際は背景に「ゲコッ」と手書きで書かれることが多い。趣味はラーメン屋巡りとブログだが、周囲にはグルゲゲがブログをしていることは知られていない。
1日5食と自称する程のラーメン好きで、「めん吉」というハンドルネームを使いネット上でラーメン屋の感想を書いたブログを開設、アクセス数が多かったため、増長していた。実際は酷い味音痴で、ブログのアクセス数も電子掲示板上で晒し者にされていたため。名店と信じていたラーメン屋を「間接的に知った」と偽ってヴァンプや戦闘員に紹介したが、彼らに味を否定され、さらに戦闘員に自身のブログを酷評された上、それを受けたヴァンプの「見ず知らずの人を貶すのは良くない」という皮肉としか言いようのない注意を耳にし、その日にブログを閉鎖した。アニメ版では後に掲示板を書き込み不可にして復帰。 その後はパソコン・インターネットが使える怪人として一役買っている。
バタク
必殺技 - バタクキック
バッタの怪人。脚力はフロシャイム一で、キック力は他の怪人からも一目置かれており、「最凶の脚」という異名を持つ。
アーマータイガー、ゲイラスと共に年末年始の大掃除に参加する予定だったが、支部に向かう前にムキエビと会話したため遅刻し、ヴァンプの機嫌を損ねてしまう。その後、不機嫌のヴァンプを気にかけつつ大掃除に取り組み、手伝いに来た他の怪人達と共に忘年会に参加した（アニメ版では彼の役がギョウに差し替えられている）。他にも戦闘員と共にコンビニを訪れ、変わった客に飢えていたコンビニ店員から普通に接せられていた。
ジャルゴ
声 - マイケル・リーバス
必殺技 - ロックハマー
岩の怪人。ゴアに次ぐ巨漢で、自身の拳が砕けるほどのパンチ力と5万トンの体重を持つが、魁偉な見た目とは裏腹に無類の犬好きで、犬からも懐かれる好人物。アメリカから川崎支部に派遣された。
本来はジャンゴを派遣させるつもりだったが、幹部の手違いで川崎に来日、ペットショップに来店し店内の犬達に囲まれ喜んでいた。後に犬（再登場時に『ゴン助』という名前である事が判明）を飼い、川崎支部に加わった事がメダリオとウサコッツの会話で明かされていた他、再登場時は同じくペット愛好家である人型怪人のメデラ、ロッタ（犬派のジャルゴに対して、メデラは猫派、ロッタはインコ派）の3人でそれぞれのペット自慢をきっかけに「どのペットが一番可愛いか？」という議論に興じるが、最終的に「何を飼っているかよりも、ペットを飼っていない奴の方が問題」という結論に至り、集まっていた面子の中で唯一ペットを飼っていなかったギョウを自分達の仲間に引き込むべく無理矢理ペットショップへ連れていこうとした。
原作では普通の日本語だったが、アニメではマイケルが彼の声を担当したことにより堪能な英語交じりの日本語となっている。
アントキラー
声 - 井吹哲也（1期では山崎祐名義で出演）
必殺技 - サンドミキサー、ブルシザース
アリジゴクの怪人でカーメンマンの実弟。砂漠戦では随一の戦闘力を誇る自信家だが、背後からの奇襲や相手を罠に嵌める戦法を好む卑劣漢でもある。通称「アント」。アニメ版ではカーメンマンから「アントキ」と呼ばれている。
モゲラとモギラを呼び出して付き合わせることが多い。モゲラとモギラを始めとした後輩には傲慢な態度をとり、先輩風を吹かせたり悪態を吐いて威張り散らす一方、ヴァンプ将軍を始めとする上司や先輩の前では大人しくなり、媚びへつらう、良くも悪くも上下への態度の差が激しい性格。相手がアニマルソルジャーのような幼い容姿の先輩やムキエビのような周囲から鬱陶しがられる先輩であっても、先輩である限りは態度を変えることなく後輩として献身的に接する。
前述のようにモゲラとモギラに対しては事あるごとに自慢したり強引に付き合わせる等、基本的に意地悪かつぞんざいに扱っており、それを見かねたレッドに手痛い目に遭わされることも多い。自ら「後輩に優しくするのは嫌」と語っているが、モゲラとモギラが帰省する際に2人の両親への土産代として１万円を餞別に渡したり、（中身は行きつけのファミレスの無料券だが）お年玉をあげるなど、なんだかんだ言いながらも可愛がったり、面倒見の良さを垣間見せており（モスキー曰く「強がりに見えて実は寂しがり屋」らしい）、モゲラとモギラが2人で飲んでいる際にも、「一番好きな先輩は?」という話題でそれが彼であることを仄めかす描写がある。
他にも、子供に対し粗暴に振る舞う母親を注意したり、蕎麦屋で突っかかってきた高慢な老婦人を口先でいなしつつもこっそり彼女の食事代を払ってあげたり、他の後輩からも人生について相談される等、良識的且つ小粋な一面を見せる事も多い。
また、育てていた花の球根が腐ってしまった時や、釣りに行って1匹も魚が釣れなかった時は落ち込む等ナイーブかつ拗ねやすい一面もあるが、カーメンマンによると「些細なことで落ち込むような奴じゃない」タイプのようで立ち直りも早い。綺麗好きでもある。
とある事情により「地獄を見た漢」と呼ばれている他、レッドがヴァンプから強引に借りた自転車を盗んだことがある。単行本8巻以降「○○じゃねぇーよ、○○だよ（だけどよ）」と混ぜ返すのが口癖となっており、アニメ版でもこの口癖が多く使われている。ウサコッツによる座り心地ランキングでは3位に入っており、彼から「ソファレベル」と評されている。重度のヘビースモーカーで、一度カーメンマンに頼んで禁煙に挑戦したが、失敗に終わった。
アリジゴクなので巣を作れば無敵であり、それを使ってサンレッド抹殺を目論み、ヴァンプが許可を得た民家の庭に巣を作ったが、たまたま近くを通っていたレッドに作戦がばれ、巣に落とすことも無く倒された。また、同話では巣を作るのに適応する砂地がないため、「住み難い世の中になったもんだ」と社会の現状に不満を呈した。
カーメンマン同様4000年以上生きているが、年は2歳違いであるため、メダリオからは「4000年生きてて2歳違いのバカ兄弟」と馬鹿にされる。100年以上アルバイトしたことで多額の貯金があり、貧乏暮らしが多いフロシャイム怪人の中では例外的に高級マンションに住んでいる。腕時計も購入しているが、装飾系は好みではない。
あくまで「アリジゴク型」であるためモスキーやセミンガのように成虫（ウスバカゲロウ）になったりはしないし、カーメンマンのように入浴中に水分を吸収して若返ることはない。
モギラ&モゲラ
声 - 川本宗幸（モギラ）、イッキ（モゲラ）
必殺技 - 以心伝心
双子のモグラ型怪人。双子という特徴を存分に生かしたコンビネーション攻撃が得意とされる。アントキラーの取り巻きで、彼に付き合わされる形でつるんでいることが多い。通称「モギ」（モギラ）、「モゲ」（モゲラ）。
ガメスに似て基本的に先輩に苦労させられる立場で、先輩風を吹かし理不尽に振舞うアントキラーを若干疎ましく思っているが、「自分たちに優しくしてほしい」と文句を言うことはあっても反抗したりはせず、同時に先輩ならば分け隔てなく接するところには尊敬の念を持っている。常に2人一緒にいる上、双方の見分けがつかないほど瓜二つだが、就寝の仕方はそれぞれ異なる。怪人の中では特に若手で、ナイトールに先輩扱いを受けた際は新鮮味を感じていた。同じモグラ型怪人であるガジェムとは対立関係にあり、実際モギラが彼のことを貶してアントキラーに諌められている。
モゲラは世界3大時計メーカーを知っているほどの時計マニアで、自身も中古のジャガールクルトの腕時計を付けており、ポテトサラダが大好物。
レッドと対決したことのない怪人の1人だが、「レッドは最強だからどうせ戦場に出ても負ける」と弱音を吐く等、他の怪人に比べかなり厭戦的でレッドに対する対抗意欲は無い。
ムツリ
声 - 松本忍
必殺技 - ヘルシャワー
カタツムリの怪人。強酸性の雨を降らせるヘルシャワーはフロシャイム3大必殺技の1つとされている。腕・足は伸縮自在で、普段は這って移動しているが、走る際は足を伸ばす。また、背中の殻は着脱可能。
初登場時はヴァンプ達がサンレッドに呼び出された際「戦闘前に挨拶しておきたい」と付いて行くが、炎天下でレッドのシャチホコイダーGに対する愚痴を聞かされている最中日射病に倒れ、レッドと共に涼しい場所へ移動し療養を取る。この件はレッドとギルムとの会話でネタにされた。
その後、以前の経験を反省して夏場は帽子を被るようにしたが、熱中症で倒れたヴァンプをコンビニまで運び、そこでバイトしていたギョウと共に彼を看病した。
アビム
声 - 清水聖
必殺技 - シャドウダンス
人型怪人。暗殺のスペシャリストと称されており、体温を調節することであらゆるセンサーから隠れることが出来るらしい。
避暑目的で図書館を訪れ、涼んでいるついでに本を探していたところをレヴン（声 - 斧アツシ）と出会い、彼をフロシャイムにスカウトしようとヴァンプに持ち掛け、彼の下を訪ねるが、逆にヴァンプが料理教室の講師からスカウトされ、状況が分からないまま特別講師に任命されるヴァンプの様子を戦闘員と共に呆然と眺めた。
後にホライが営むラーメン屋を訪れた際、彼から過去の話を聞くことになる。アニメ版では登場順が逆になっており、前者のエピソードは2期、後者のエピソードは1期で放映された。
カビラジェイ
声 - 山田ルイ53世 / ひぐち君 / 河西智美 / 髙木俊 / 鍋井まき子 / 斧アツシ / 清水聖 / イッキ / 間宮くるみ / 村瀬克輝 / 川本宗幸 / 井吹哲也 / 中村俊洋 / 大林洋平 / 柿原徹也 / マイケル・リーバス （全員で一役）
必殺技 - ショッカーパウダー
意思を持った無数のカビの胞子が集合合体した怪人。本部から川崎支部へ派遣される。
動くだけで周囲に毒胞子を撒き散らすため、カビ毒に弱いヴァンプ将軍を筆頭に、仲間からは避けられている。口が無く喋れないため、カビの胞子で文字を作ったり、立て札に文字を書き自分の意思表示をしている。また、梅雨の時期にはパワーアップし、『千と千尋の神隠し』のカオナシのように、メダリオやカーメンマンを取り込むことで喋ることができるようになった。
アントキラーのマンションに同居することになったが、カーメンマンが同居していたこともあって部屋中をカビだらけにしてしまう。最終的に病弱な近所の老人の秋山さんを取り込んで、彼の家に住み着くようになった。これは秋山さん本人が希望したことであり、寝込みがちだったのがカビラのおかげで外出が容易になった。これについて秋山さんの家族もカビラに感謝しているものの、部屋がカビだらけになる事だけは困っており、デビルねこを通して話を聞いたレッドは「フロシャイムの厳重なチェックの下、毎日カビラが部屋のカビを掃除をして、またカビだらけになるようならレッドがカビラを撃退する」という妥協案を提示して、丸く収めた。
ジョンカビラという生き別れの兄がいる。
ゼネ
声 - 菊タロー
必殺技 - モンキーマジック
サルの怪人。パワー・スピード・防御力のバランスが取れており、フロシャイムの中でも実力者と評価されている。
すでにレッドに倒された状態で初登場したが、立ち上がった後もピンピンしているというタフさを見せ付けた。
再登場時は、中国のスターの戦闘スタイルを試したかったレッドに呼び出された他、レッドとの対決に負けた後、塀に押し付けられた状態で降参するように脅迫されたことを酒の肴にしてキューム、カッターバイトと共に盛り上がっていたが、隣に座っていたウェザーブルーから「レッドにやられたことを酒の肴にして楽しいか…?」と呆れられた。
クララ
クラゲの怪人。ヴァンプと共に支部で待機していたため（アニメ版ではゴタに差し替えられている）、かよ子の母親を迎えに行く予定のレッドから「襲いに来るな」と言われるが、その当日に彼の言い分を反故にして襲撃するも返り討ちに遭う。レッドがヴァンプを叱っている最中に立ち上がり、再び奇襲を仕掛けるが再度倒された。その後、かよ子の母親を迎えに行くためレッドと行動を共にするが、かよ子から予定の立ち消えの連絡が来たことによりヤケクソ気味に喜んだレッドに半ば強引に酒場へ飲みに付き合わされる。
再登場した際は他の怪人と共にレッドを初日の出代わりに拝みに行った（アニメ版ではゲイラスに差し替えられている）。また、初登場となった単行本5巻のコラムでは立ち上がった様子を自身の名前に起因してカーメンマンにからかわれていた。「フロシャイム海の会」のメンバー。
アゲハンドラー（水道管アゲハ）
アゲハチョウの怪人。ヴァンプの改造手術により右手に水道管（水道管にした理由はヴァンプ曰く「刑事ドラマとかで悪漢が水道管をよく使うから」）を武装した「水道管アゲハ」になったが、レッドにあっさり倒され、もっと強い物を改造に使うよう突っ込まれた。
モスキーとは幼虫時代の頃からの悪友で、元に戻った後も彼を始めとするメンバーから「水道管」と渾名をつけられている。
セミンガ
声 - つぶやきシロー
必殺技 - ビーストシックル
セミの怪人。作中ではマスクドフォームと呼ばれる幼虫形態をとっており、全身を覆う殻の防御力はフロシャイム中でも最強の部類を誇り、本人もそのことを自負している。
脱皮（キャストオフ）を重ねることで成長し、最終的に羽虫形態になるらしい。しかし、それがいつの日になるのかは当の本人すら不明で、アニメでは「羽化さえしていれば」が口癖となっている。すでに脱皮を何度か経験済みだが、失敗して下半身が殻の中にくっついた状態になることも多い。川崎支部所属の怪人の中でも飛行能力がある者のみ加入できる「フロシャイム翼の会」に加入する日を夢見ている。なお、翼の会のメンバーは彼が訪れた際は「羽化してから来てほしい」と断っており、加入すること自体は歓迎していると同時に悩みの種となっている。アニメ版では入社歴20年とされている程の古参であるが、羽虫形態になれずに未だにパッとせず、フロシャイム内での立場が微妙なため戦闘員達からも将来を心配されている。
合コンで出会った天童よしみ似の女性・みき（声 - 野川さくら）と同棲しており、「だっぴー」「ミキティー」と呼び合う仲。出会った当初は彼女の強引さを鬱陶しがっていたが交際が始まると溺愛し、みきも辟易する程に束縛するようになった。その後、原作最終巻で結婚した。
ゴタ
声 - 中村俊洋
必殺技 - デビルテンタクル、ブラックドリーム
タコの怪人。鳥取戦士サキューンに成りすましたレッドにヒーローらしい戦い方で戦ってもらえた「幸せな怪人」。後日、戦闘員1号と共に公道を歩いていた際、本物のサキューンと対面するが、本人は前述の件で気を良くしていたので、彼を散々馬鹿にした上で「悔しかったら何とか言ってみな!!」と挑発したところ、無言で放たれた渾身の拳骨を顔面に喰らい気絶してしまった。
特に強いわけではないが、登場回はブラックドリームによる墨攻撃が話の鍵になっていることが多い。この攻撃によってレッドに様々な損害を与えた。「フロシャイム海の会」のメンバー。
RX77（アニメ版ではSMR-KK）
フロシャイムがレッド抹殺用に開発した量産型ロボット兵器の試作品。初期動作の調査のため、川崎支部へ部品の状態で送られてきた。平均的な怪人よりも強いとされる。
不器用なヴァンプでは組み立てることができず、正体を隠してレッドの下へ持ち込んだがすぐバレてしまった。当初渋ったレッドだったが徹夜で組み立てに難儀するヴァンプを見かねて、最終的に組み立ててあげた事で完成するも、大事な部品を組み入れ忘れたのが原因で、最後は戦う前に空中爆発してしまう。
アニメではこの個体と思われるロボットが登場しており、ゴタの実戦訓練で破壊されている。
闇忍者 マンジ
声 - 大林洋平
忍者型怪人。技の多彩さはフロシャイム随一とされるが、忍術をレッドに期待された際は戸惑っていた。忍者っぽい走り方をする割に、速度は常人と変わらない。
ヒーローレーダーを開発したヴァンプによって呼び出され、レーダーを駆使してレッドの下へ向かうが、目的の場所に辿り着いた途端トラブルに遭う。これらの件でヒーローレーダーを批判し、最終的に「レッドの場所はかよ子に聞いた方が早い」という方向に落ち着かせた。
再登場した時は、痺れ玉を置きっ放しにし、黒豆と間違えて口にしたヴァンプに注意された。
作者の別作品『突撃!ぷるぷる学園』の登場人物がモデルとなっている。
バラオ / バラオII
声 - 井吹哲也
必殺技 - デスホール
異形型怪人。両腕にダイヤモンドの岩盤をも砕くとされる宇宙合金製のドリルを持つ。
レッドを自分が仕掛けた超速乾性セメントが入った落とし穴に落とし身動きを封じるが、「川崎支部が火事」という知らせを受け、帰ってしまう。レッドはそのまま放置される羽目に遭い、怒りで周囲の地面を粉砕することで落とし穴から脱出した。
2度目の登場では強化され、「バラオII」と改名して登場。再びレッドをセメント入りの落とし穴に落とした上でロケットで宇宙に追放しようとしたが、途中で燃料切れを起こし落下、ロケットはレッドを巻き込んで爆発してしまう。黒焦げ程度で済んだとは言え、この仕打ちには流石のレッドも「ぶっ殺してやる!!」と本気で殺意をむき出しにし、追いかけ回されそうになったものの、あらかじめ作っておいた落とし穴に落とすことには成功した。
いずれもまともに戦って得た勝利ではないものの、事実上レッドから（2回も）白星を上げることのできた稀なフロシャイム怪人。地中戦が得意な怪人であるアントキラーとは仲が良い。
ゴア
魚型怪人。全長5メートルというフロシャイム随一の巨漢で、シロナガスクジラを5秒で仕留める毒を持つ。水中戦ではフロシャイムの中でも最強の部類に入るが、水陸両用の怪人であるハンマーヘッズやトビウオンと異なり、純粋な水中専門の怪人であるため陸上では戦えない。普段は多摩川に潜んでいる。
レッドと対決するためヴァンプにより呼び出された際は、上記の弱点もありレッドに水中戦に持ち込もうと提案するが、レッドに「冬に水中戦なんかしたくない」と断られた。単行本12巻収録の4コマ漫画では、ウサコッツ達と釣りをしていたムキエビを餌と勘違いして捕食した。
リギー
声 - 川本宗幸
必殺技 - 地獄の音色
人型怪人。戦闘能力は高くないものの、笛を吹くことで相手の動きを封じ込め体力を奪う能力を持つ。ただし、相手が動いていると効果を発揮できない。
初登場時はレッドに蹴られたり追い回されたりして吹奏を散々妨害された上、元々対決の待ち合わせに遅刻して急いでいたため、息が乱れて吹けるような状態ではなかったため、レッドから「こんな（笛を吹く以外に能力を持たない）雑魚死んだほうがいい」とまで言われてしまう。
2度目の登場以降は吹奏を封じられたことを反省し、あらかじめカセットテープやiPodなど笛の音を録音したもので封じようとしたり、鼓で同じ能力を発揮する技を習得したりしたが、ことごとく失敗。レッドイヤーの有害音波遮断機能打破に方針を切り替え、試行錯誤の末、鋸を叩いた時に出る音を使おうとまで考えたためカーメンマンから「お前、疲れてんじゃねーのか?」と呆れられた。
骸骨顔だがカーメンマン同様「死んでいない」ため、ハニーバンダムたちに新たな死人と認識され付き纏われた。
キューム
異形型怪人。10メートルを超えるジャンプ力と毒の爪を持つ。
いつものように正座させられた上で説教を食らっていた最中に、レッドに奇襲を仕掛けるが、避けられてしまう。しかし「正座王」という補助椅子を使っていたおかげで足が痺れずに済んだ事から反撃を食らう前にそのまま撤退。レッドから「こんな（攻撃して逃げる）戦い方認めねーぞ!」と罵声を浴びせられた。
その後、レッドとの正式に対決した際には、レッドから執拗に右足への蹴手繰りを集中的に浴びせられ、後日その箇所が腫れて苦痛に見舞われたことを酒の肴にしてゼネ、カッターバイトと共に盛り上がり、隣に座っていたウェザーブルーに呆れられた。
ヨロイジシ
声 - 村瀬克輝
必殺技 - シシ落とし
ライオンの怪人。アフリカ出身。自らの体力を防御力に変える「呪われた鎧」で身を固め、鉄壁の防御を誇る。
同じ猫科の怪人であること、鎧というコンセプトが同じであること等からアーマータイガーとライバル関係にある。登場初期は、アーマータイガーとは出会い頭に喧嘩する程仲が悪かったが、後には他の怪人も含めて一緒に出かける等、多少は改善された。レッドには「アーマーライオン」と呼ばれることもある。
2度目の登場以降、キャラ付けを意識し古風な武家言葉で話すようになったが、鎧を脱いでいる時は普通の喋り方に戻る。鎧の色は原作では黒と黄色、アニメ版では黒と赤（2度目の登場時はアーマータイガーの鎧と同じ若竹色）になっている。単行本11巻ではキャラクターを捨て、アフリカ出身の怪人達と共に「チームアフリカ」を結成するが、やはりレッドに倒され、昔から仲が悪かったガゼル型怪人・ガゼルオに抜け駆けしたことを詰め寄られた上に「（レッドに負けたのは）自業自得でしょ」と散々蔑まれ意気消沈してしまった。「フロシャイムねこ科の会」のメンバー。
アーマータイガー同様、鉄壁の防御力を自負しているが、鉄壁の防御力を自負しているが、対レッド戦では顔面を執拗に殴られたり逆関節を極められる等、アーマータイガーと同じような負け方をすることが多い。一方、レッドからは「鎧を着ていることが一番のセールスポイント」として認められている。
ナイトール（ナイトマン）
声 - 市来光弘
必殺技 - ナイトフラッシャー
元々は「ナイトマン」というヒーローであり、レッドの後輩。山口県を守るヒーローの家系に生まれ、ヒーロー業界若手の有望株として育てられてきたが、幼い時より「ヒーローではなく怪人としてありたい」という悩みを持っていた。今まで家族には打ち明けることができず、思いつめてレッドに相談、レッドを悩ませる。
その後、ヴァンプの下を尋ねてフロシャイムに就職、名前もナイトールと改め怪人への転向を果たす。デビュー戦となった対レッド戦では、実家から父と兄（後述）も駆けつけて応援、レッドをさらに悩ませた。また、ヴァンプのお下がりの割烹着を貰って料理をしたり、ヴァンプ直伝の料理をレッドに振る舞う等して、レッドから「やることなすことヴァンプに似てきている」と評される。
ウサコッツによる座り心地ランキングは153位で、「問題外」「壊れた折りたたみ椅子」などと酷評されたが、私服に着替えた際には9位に昇進した。
性格は至って真面目で、先輩怪人にも後輩らしく礼儀正しい態度で接するが、怪人の心理ゆえに「正義の味方を倒したい」という衝動を持ち、先輩のレッドのことも以前から「嫌いではないが殺したい」と思っていた。川崎支部に入ったのもレッドを倒したい欲求への拘りからである。怪人転向後も、プライベートではレッドに後輩として接しているが、時々この性に目覚めてしまうことも多々ある。サキューンとジャスティマンとは昔からの友達で、サキューンからは「ナイト」、ジャスティマンからは「ナイちゃん」と呼ばれている。元ヒーローということもあり、様々なヒーローの性格も熟知している。
作者の別作品『突撃!ぷるぷる学園』の登場人物がモデル。
闇の使者 ギルム
必殺技 - キャトルミューティレーション
コウモリの怪人。本名はギルムだが、手違いでフロシャイムでは異名の「闇の使者」で登録されており、当初はヴァンプからも「闇の使者君」と呼ばれていた。
普段はフード付きのマントを被って顔を隠した怪しい風体をしており、フードを外して初めてコウモリと分かる。12巻以降はTシャツを着ていることが多い。同じ吸血攻撃を得意とするヒル型怪人ヒルガーを凌駕する戦闘力と、その異名の通り夜戦ではフロシャイムでも1、2の強さを誇るが、体質として夜に弱いため、あまり意味がない。
見た目に反して几帳面かつ非常にフレンドリーで話好きだが臆病な性格をしており、夜行性動物型怪人なのに他ならぬコウモリと蛾が苦手（蛾の怪人であるモスキーに関しては最初は「蛾型」と割り切っていたが、蛾の話をするうちに苦手意識を持つようになってしまった。その後レッドにも蛾関連の話をして彼を蛾嫌いにさせた）。また、鰯の匂いも苦手で、匂いを嗅ぐとヒスタミン中毒になる。飲み屋で出会ったレッドに部屋にコウモリが入ってきた話を2度行い、それがレッドのツボに入ったため、以後飲み友達となる。
第177話では「闇の王」と名乗る何かに「闇の使者」として付き合い接待をしている話をしている。
ノースキング
必殺技 - ホワイトヘル（ヘッドバット）
セイウチの怪人。北極（ベーリング海）出身で、世界征服を志して川崎へとやってくる。愛らしい見た目に反して「ベーリング海最強の戦士」の異名を持ち、その強靭な体から繰り出される物理攻撃と海中戦と寒冷地戦といったセイウチ型という特徴を生かした戦法が得意。
いわゆる勘違いして上京してきた田舎者な上に、自信過剰で空気が読めず、無神経で少々ヘソ曲がりというムキエビに引けを取らないレベルに面倒くさい性格（ギョウ曰く「変なところで自信をつける」、カーメンマン曰く「かまってちゃん」）の持ち主である。
上京直後、地元では普通であったハイレグ型の水着に王冠を被ったファッションをレッドに散々笑われ、それを気にしてファッションを変えようとするが、上述の性格故に身の丈をわきまえずにヒップホップ系の服装や長髪にして、戦闘員も笑いを必死にこらえる始末。また、上京当初は一人称が「オラ」だったが、後に「俺」に変わっており、本人はそれも「都会に迎合した証」と思っているが、その反面、カーメンマンの車に同乗した際にあちこちを好き勝手に触ったり、セルフガソリンスタンドのシステムを知らないなど、世間知らずな面は抜けきれていない一面も見せる。その後も髪型やファッションの話を持ち出しては他の怪人たちから面倒臭がられたり、呆れられている。
トドの怪人ビッグZとはベーリング海にいたころの悪友にして良き戦友で、彼が上京するまではシャチとの激闘に明け暮れていた。
はにわ戦隊ハニャーン
埼玉支部から川崎支部へ派遣されたハニーバンダムをリーダーに活動するハニワ型（ド・グーは土偶型）怪人達。ハニーバンダム、ブジンガーZ、ド・グーmkIIの3名を指す。大きさはアニマルソルジャーとほぼ同じ。
そのまま素材は焼き物で非生物であり、負傷の際は体が割れたりひびが入り、体が粉々になっても動くことが可能。
原作最終巻にて3名共に沖縄支部に異動した。
ハニーバンダム
必殺技 - クレーマークレーマー
ハニワ型怪人。大きさはアニマルソルジャーとほぼ同じ。埼玉支部から川崎支部へ派遣される。基本的に意図不明のクレームや攻撃をしかける。ブジンガーからは「ハニーちゃん」、レッドからは「節穴」と呼ばれている。また、レッドには最弱と見られており、相手すらしてもらえない。よくレッドやカーメンマンなどに蹴飛ばされる。
ハニワは墓の番人ということで、カーメンマンやムキエビやリギーなどを死者として慕い、彼らを守ろうと勝手に行動している。そのため、カーメンマンと親しいウサコッツを、馴れ馴れしいとして攻撃をしかけるが、カーメンマンやリギーたちからは鬱陶しがられている。
後日、「はにわ戦隊ハニャーン」と名乗り、アニマルソルジャーにキャラが被っていると勝負を挑むが相手にされていない。
ブジンガーZ
ハニワ型怪人。基本的にハニーに対して相槌や助言を行う。
ハニーにはデビルねこと立ち位置や役割が被っていると指摘されているが、本人は「あんなおっさん（デビルねこ）と一緒にしないでほしい」と否定している（もちろんデビルねこ当人もそのことを否定している。ただし、ウサコッツからは「少し似ているかも」と言われている）。
ド・グー mkII
土偶型怪人。ハニーやブジンガーと一緒に行動しているが彼らと違い、自分からは何もしないが、人の心を読む能力を持ち、その心中を円グラフにして映すことができる。ハニー曰く「古代兵器」。
アニマルソルジャーのPちゃんとは立ち位置が非常に似ており（特にしょっちゅう忽然といなくなる点）、馬が合う様子。

カッターバイト
必殺技 - ムーントルネード、デッドエンドクレセント
人型怪人。三日月刀使いの達人で、右肩に収納されている三日月型のブーメラン「デッドエンドクレセント」を振るう。マンジと同じ忍者怪人でもあるが、一度戦闘に入ると周囲を無差別に攻撃する「残虐モード」という危険な形態を持つ。
出陣の儀式の最中に残虐モードに入ってしまい、レッドを抹殺しようとしたところを偶然ペットの散歩をしていた区民を巻き込みかけてしまい、現場に駆けつけた山岸さんに注意されてしまう。警察署から帰ってきた後はヴァンプたちに勝手に出撃したことを謝罪した。
再登場した際はアーマータイガーとヨロイジシに自身の必殺技「デッドエンドクレセント」が最強であるとアピールするが、二人に「必殺技というより飛び道具」と指摘され「デッドエンドクレセントは自分の体の一部」とフォローした。また、レッドに攻撃を避けられたことで100キロメートル先の10円玉の狙撃という無理難題を課せられたことがある。
ルゴル14
人型怪人。「寡黙のスナイパー」の異名を持つが、無口ではなく人見知りで心を許した相手にしか口を開かない上、風で翻った女子高生のスカートに必死になるなどややスケベな一面を持つ。
立ち寄った酒場でレッドに会い、そのまま飲み友達となった。レッドを「天さん」と呼んでいる。上記のように人見知りな性格から戦闘員たちからも心配されていたが、アダルト雑誌が下で彼らとも打ち解けた。その後、やはり「スケベ」繋がりからモスキーとも飲み友達になった。
名前の由来はゴルゴ13の捩り。

#### 東京支部
川崎支部と同様のやや中古の一軒屋。なお、原作では「東京支部」だがアニメでは「西東京支部」である。
ヘンゲル将軍
声 - 柴田秀勝
必殺技 - ヘルシザース
フロシャイムの東京支部幹部。ヴァンプ将軍の先輩。「マスター・オブ・シザース」の異名を持つ。
顔に傷がある落ち着いた司令官風の怪人で、左腕に着脱可能な巨大なハサミを持つ。IQ150を誇り、的確な観察眼と判断力を併せ持つが、戦略や対決に用いられたことは無く、ほとんどの場合妙な発言を言ってサミエルやヴァンプ、レッドたちを困惑させることが多い。また、大変な好色家で、自身のことを好色ではなく「弩スケベ」だと公言し、それに関係するエピソードが多い。特に年子の子供が5人おり、毎年産まれてくるのに耐え切れなくなった美人妻から離婚された過去を持っている。またハサミも好きで、「シザース倶楽部」というハサミを楽しむ会に入っている。
後輩のヴァンプ将軍とは仲が良い。また、レッドとも何回か顔を合わせており、小田急線の中で周りに音が漏れるほど大音量で音楽を聴いていた強面な客に注意を行ったのを見て「是非、我が東京支部に欲しい人材」と評価している（本人は最初はその客に注意しようとしたが自身が座っている席を他の客に取られることを危惧して行かなかった）。しかし、ヴァンプの代理でレッドと対峙した際には「レッドマスク」「レッドバロス」など、最後まで「サンレッド」の名前を思い出すことができなかった（反面、対決後に行く風俗店の長い店名はスラスラと諳んじた）。レッドからは「ハサミ野郎」と言われている。レッドと初めて対面するのは5巻であるが、アニメ版では既に彼と面識がある設定となっている。
かよ子の同僚「うめ」が惚れている。
「サンレッドN」では変身能力がある設定となっており、ザリガニ型の怪人「ザリガン」に変身できる。変身時はタイザですら力負けするほど強力なロボットの暴走をあっさり止めており、戦闘能力は高い模様。
サミエル
声 - イッキ
人型怪人。ヘンゲル将軍の側近。東京支部の参謀でもある。
真面目な性格で、ヘンゲル将軍の幹部らしからぬ奇行にいつも悩まされている。川崎支部の怪人の中では特にガニメデとは交友があり、作中ではよく彼と酒場でヘンゲルに関する噂を聞く描写がある。

#### 静岡出張所
静岡にあるフロシャイムの出張所（支部と出張所の違いは#フロシャイムを参照）。原作最終巻で静岡支部となる。構成員は4名。また、資金集めのために下宿を始め一般人の木元友樹が住んでいる。
静岡出張所の面々は同じ作者の『超絶変身!! アースカイザー』単行本に「出張版」としてゲスト出演している。
ロウファー
声 - テル
フロシャイム静岡出張所の所長。ヴァンプ将軍の実の弟。
基本的に気弱でダメな性格。フロシャイムに入るきっかけも、いい年をして定職に就いていないことを見かねた兄の紹介による。
経理などは山田に丸投げで自分は一切関わらず、部下であるゴルが反抗的な態度を取っていることに対しても自分からは何もしようとしない（本人も「正直嫌い！」と言っている）。また、緊張すると笑いがこみ上げる性質のため、レッドと対峙したりヴァンプに説教されているような真面目な場面でヘラヘラしてしまうなど問題が多い。
長老
声 - 斧アツシ
静岡出張所顧問。長い白髭の老人。
元々フロシャイムの構成員で、定年退職した後、同じバイト先であったロウファーの個人的な雇用という形でフロシャイムに再就職する。本来は、その経験や知識を買われて顧問に就いたはずであるが、小心者な上に、実質『天下り』として再雇用された自分の立場を過剰に気にしており、過去にその点について暴言を吐かれたせいでゴルに対しても強く出る事ができない為、全く助言を行わず、本人は自分の役目を『家事手伝い』と思っている等、全く経験や知識を生かせていない。
ゴル
静岡出張所の唯一の怪人。
非常に卑屈な性格をした捻くれ者で、出張所が下宿を始めたことを、生活費を入れない自分への当て付けであると思い込み、ロウファー達に反抗的な態度を取っている。その他にもロウファーの冗談を真に受ける等してヘソを曲げるとすぐに部屋に引きこもって出てこなくなる（ロウファーと長老曰く「天の岩戸」)等、かなり子供じみた心の狭さでロウファー達を振り回し、ロウファー達の方も、何の手も打たないために、全く解決の兆しが見えない。
山田（やまだ）
声 - 山田ルイ53世
静岡出張所の戦闘員。本来は大学生で、アルバイトとして出張所の戦闘員をやっている。原作最終巻で支部化に伴い正式な戦闘員となる。川崎支部の戦闘員とは服の色が反転している。
ロウファーの甘えで出張所の経理を担当している。そのため、彼が卒論で忙しくなって経理ができなくなった際に、ロウファーは大変困ることになった。
木元 友樹（きもと ともき）
声 - 松本忍
山梨の実家を出て静岡の大学に通っている一般の大学生。名前は回文になっている。
友人宅に居候していたが、友人に彼女が出来て追い出されたため、静岡出張所に下宿することになる。山梨には悪の組織もヒーローもいなかったので、予算の都合から不動産屋にフロシャイム静岡出張所を推薦された際戸惑っていた。出張所内の雰囲気に馴染めず肩身の狭い思いをしている。

#### 元フロシャイム所属の怪人
ゲドン
声 - イッキ
必殺技 - メッタ刺し
フロシャイム川崎支部に所属していた人型の怪人。仮面は自身の狂暴凶悪な性質を制御するためのもので、作中では常に息を荒らげているが、実際はそのような性質や殺気立った風貌とは裏腹に気が小さくプレッシャーに弱いというやや矛盾した性格の持ち主。また、川崎支部の中でも最古参だったらしく、メダリオたちからは「ゲドン先輩」「ゲドンさん」と慕われていた。
春に早大を卒業し川崎市部に配属されたばかりの怪人・ロギス（声 - 清水聖）の教育係に任命されたが、彼の自己中心的な性格に手を焼く。対決の日、ロギスに自身のいいところを見せようとレッドと戦うが、返り討ちにされた上、その様子を見ていたロギスがレッドの強さに怖気づいたばかりか、ガールフレンドとのデートを優先して退職届を置いて辞めていってしまう。その後、ロギスを教育できなかった自責の念に駆られ自身もフロシャイムを辞職した。
現在は、田舎のイチゴ農家に勤めており、そこで知り合ったさっちゃんという女性とは両想いにまでなった間柄であり、アニメ第2期ではそこから更に結婚していたことも判明、ヴァンプが結婚式に出席している。
ミレガス
元フロシャイム参謀（本部あるいはどの支部に所属していたのかは不明）。フロシャイムによって改造手術を施された改造人間で、本名は「杉本つとむ」。既婚者で現在は妻子の三人家族で暮らしている。
自身の体調不良が下でフロシャイムを引退してしばらくした後、彼の様子を窺ってきたヴァンプ（メダリオとカーメンマン、ウサコッツは支部の襖を破った罰として同行させられた）と対面した。彼との談話の中、医師から肺に黒い影が発見されたことを告白、それを聞いたヴァンプはショックのあまり項垂れてしまった。
マルス
フロシャイム静岡出張所に所属していた人型の怪人。現役時代は多彩な武器を自在に扱う切れ者だった。非常に真面目で礼儀正しい性格の好青年で、出張所に在籍していた時も愚痴や悪口も一切言わなかったほど。
静岡出張所の退所後、事業家として会社を立ち上げた。長老、山田と共に彼から高級寿司をごちそうしてもらったロウファーはその自立心と責任感の強さを称賛した一方、ロウファー曰くマルスの世話をしていたゴルは彼に対して一方的な劣等感と嫉妬の念を抱いているらしく、いつもの如く部屋に引きこもってしまい、彼からの招待にも仮病を理由に行かなかった。
コンスール
フロシャイム川崎支部に所属していたウサギ型の怪人。詳細は気象戦隊ウェザースリーを参照。

#### その他のフロシャイム関係者
ヴァイヤー
声 - 川本宗幸
人型怪人。仮面と防災頭巾のようなマントをしている。川崎支部在住の怪人かは不明。
毎回、お使いで何かしらの買い物をしてくるが、「川崎支部における○○」ではないためヴァンプにダメだしされる。
アニメ版では第2期より登場し、ミニコーナー「川崎支部の掟」の登場人物として準レギュラーとなっている。また、名前もこの際に付けられた。
ガッキー
アライグマのぬいぐるみ型怪人。コラボ版第2弾に登場。語尾に「-ガキ」をつけて話す癖がある。
漫画家志望で、「ヤングガソガソ」誌の大賞を取った大型新人。作風は見た目に似合わぬリアルな劇画調、しかも内容は本格SFアクション物で、レッドはなかなか信じなかった。
ヒロクン&パックン
コラボ版第5弾に登場。ヒロクンは黄色いクマ、パックンは水色のネズミのぬいぐるみ型怪人。
二人とも「同人ゲーム」の世界では知る人ぞ知る有名（怪）人。ヒロクンは学園物の、パックンはファミレス物の恋愛シミュレーションゲームを持ってくるが、ともにかよ子似のヒロインが存在し、しかもレッドが悪役で登場する内容で、プレイしたレッドは激怒した。
この2人はほとんど動かず、セリフがない。

### ヒーロー
レッド以外にも各地にヒーローが存在する。管轄区域は都道府県単位なのか市町村単位なのかは不明であるが、自ら名乗る場合は都道府県名を言うことが多い。ヒーロー同士の関係は具体的には不明であるが、「ヒーロー協会」なるものが存在し、作中に登場した者では先輩後輩の関係にあたるようである。協会への入社方法は履歴書を提出すれば怪人でもヒーローになれる。
全員が世界征服を目指しているわけではない怪人たちと同じく、ヒーローたちも全員がヒーローをやっているわけではない。例えばウェザースリーのレッド以外は、それぞれ別の職業に就いている。また、怪人たちとは対照的にヒーローたちは問題人物であることが多い（真面目だが超がつくほどにマイペース、凶悪な程に攻撃的かつ好戦的、虚勢心・虚言癖が酷い、酒癖が極端に悪い、怪人への転向を考える、など）。
兄弟戦士アバシリン（兄・アバゴールド / 弟・アバシルバー）
声 - 兄・斧アツシ / 弟・イッキ
北海道のヒーロー。アバゴールド、アバシルバーの兄弟戦士。名前は網走から。胸に北海道を模したエンブレムがあるのが特徴。
レッドの先輩。2人共に見上げるほどの巨漢で、巨漢過ぎてアニメ原作共々顔が映ったことがない。レッドやヴァンプから「（ヒーローの中では）すこぶるタチが悪い」と言わしめるほど狩猟感覚で一方的な殺戮を好む凶悪かつ残酷極まりない性格の殺戮狂（アニメ版では言動に凶悪さと猟奇性が強調されている）で、酔った勢いで北海道の怪人たちを皆殺しにしてしまい、獲物を求めて上京してくるほど。アニメ版におけるアバゴールドの口癖は「あ〜らららら」。隠れている怪人を見つけられない・女性の名前は「みね子」以外覚えられないなど強さに比して知性はあまり高くない様子。
レッドとかよ子に対しては優しいが、このような性格のためヴァンプ達フロシャイムの怪人は勿論、レッドとかよ子にも恐怖感を持たれている。そのためレッドもヴァンプ達がアバシリンと鉢合わせしそうになった時は必死に逃がしている。甥っ子の存在が確認されているため、少なくとも三人兄弟であるのは間違いない。
シャチホコイダーG（グレート） / （後にシュリンジャーZ）
声 - イッキ
愛知県のヒーロー。トレードマークとして頭にシャチホコを乗せている。
元々は単に「シャチホコイダー」という名で神奈川県のヒーロー（小田原城のシャチホコをモチーフとする）だったが、シャチホコと言ったら名古屋城ということで名古屋に引っ越す。その際にシャチホコを金色の物に買え、Gを付けた名に改める。その後、理由は不明だが名古屋のヒーローをクビになり、大阪や兵庫と活動拠点を西に移しながらヒーローを続けるも、いずれもクビになった結果、第185話において「シュリンジャーZ」と名を変え沖縄県のヒーローとなっていることが明かされる。
レッドとは同期であるが、妙な敬語を使い、やたら自慢話をするためレッドは内心嫌っている。実際の戦闘能力はかなり低く、自慢話もほとんど嘘である。その様は高齢化で弱体化した悪の組織にも相手にされず、シュリンジャーZとして沖縄のヒーローになってからも一方的に絡んだフロシャイム所属の龍型怪人 リュウガにボコボコにされ命乞いをしたほどである。挙げ句に原作の煽り文句でも「そもそもヒーローをクビになるってどういうことだ？」と呆れられる始末。
鳥取戦士サキューン
声 - 松本忍
鳥取県のヒーロー。名前は鳥取砂丘から。
レッドの後輩で、ナイトールの旧友。基本的に真面目で特に先輩であるレッドに対しては礼儀正しいが、敵に対しては基本的に容赦がなく、後述する事件の後に絡んできたゴタを「雑魚」と一蹴し、バイトで怪人と戦う際、ヴァンプに「怪人は殺っちゃっていいのか?」と聞くなど、レッドと違い怪人を殺害することにも妥協しない。レッドとは対照的にヒーローらしい得意技を惜しみなく使い、最後は必殺技で締める正統派のヒーロー。また怪人となったナイトールには、友人として今でも気にかけており、彼からは「サッくん」と呼ばれている。
レッドとは、名前のイニシャルが同じで、ヒーローリストにも連番で載っているため、バトルスーツなどを製造する業者が両者を取り違えて配送してしまうことがある。1度レッドが誤配されたサキューンの衣装を着て成りすました際、ゴタらがサキューンを倒したと勘違いさせてしまい、サキューン本人とフロシャイムでおかしな相互認識が起きている。
鳥取の悪の組織「シャンシャン」の首領が病気で倒れて活動を休止していた期間はバラピの派遣会社でヒーロー派遣のバイトをしていた。シャンシャンのトップの座を首領の息子が継いだ後、対決を再開している。
レッドは「サキューンジャンプ（高高度跳躍）」、「サキューンジャベリン（槍のような武器による刺突）」などの技を使用していたが、サキューン本人がこれらの技を使用するのかは不明。
11巻ではナイトールと共に表紙を飾り、その際の色はアニメの色合いが拝借されている。
ナイトファーザー / ナイトブラザー
声 - ナイトファーザー・斧アツシ / ナイトブラザー・菊タロー
山口県のヒーロー。ナイトマン（怪人ナイトール）の父と兄。
当初、息子ナイトマンが怪人になることに反対していたが、ヴァンプ将軍からの電話による説得で、ナイトマンが怪人になることを許す。自身もナイトマンの「怪人でありたい」という悩みに気付いてあげられなかったことに対して反省していた。そして、怪人デビュー戦となるサンレッドとの戦いを見届けるため、山口から上京してくるが、アニメでは不本意な展開続きに切羽詰って逆上したレッドにナイトマン共々秒殺された。
管轄が山口なので、山口に帰ってきたら、ヒーローとして怪人になった息子と戦うことを宣言しているが、逆に山口以外にいる時は、家族として接するとしている。また、ヴァンプ将軍に対しては、「悪の組織でありながらヒーローに電話してきたことは中々できることではない」と良い上司であると称えている。
森林戦隊グリーンレンジャー（ナチュラルグリーン / ブルーグリーン / グリーンブルー）
元青森県のヒーロー戦隊。「森」の人文字が決めポーズ。
ナチュラルグリーンがリーダーを務める戦隊。ナチュラルグリーンの昔の名前は「ネムログリーン」であり、アバシリン兄弟の甥っ子。かつては世間知らず、怖い物知らずで生意気な性格の自信家で、アバシリンの言うことさえ聞かなかったため、教育として一時期先輩のレッドに預けられる。気象とは関係が無いにもかかわらず、木は太陽や雨で育つからという強引なこじつけで「木の戦士・ウェザーグリーン」と名乗り、ウェザースリー（ウェザー4）に加入した。戦闘前は非常に強気であったが本番で怖気づき、さらに攻撃を誤ってレッドに当ててしまい逆上したレッドに半殺しにされ、北海道に逃げ帰る。
その後は心を入れ替えて戦隊を組み、青森の平和を守っていた。そこでの活躍がヒーロー協会に認められてカナダのヒーローに任命され、カナダに旅立つ前に、お世話になったレッドに礼を言いに現れる（この情報を彼から聞いたレッドは、自身への劣等感を感じ茫然自失した）。
ブルーグリーンとグリーンブルーの違いは、ブルーグリーンが青っぽい緑でグリーンブルーが緑っぽい青。リーダーがグリーンで目立たないため、他をより目立たない色にしてもらったが、逆にレッドから「戦隊名自体が目立たない」と嘲笑された。
ラッカマン
千葉県のヒーロー。由来は同県の名産の落花生から。
フロシャイムとは別の組織の「ベロス」と敵対している。ベロスの戦闘員の掛け声に対する民衆の野次を全く気にしないほど性格は非常に真面目。
フロシャイムとレッドが積極的に近所付き合いをしているのとは対照的に、ベロスとはプライベートでは全く喋らず、無口。基本姿勢は猫背で、ベロスの戦闘員曰く「プライベートが見えない」。酒癖が極めて悪く、酔うとレッドの直属の後輩にも関わらず「レッドちゃん」「かよ子っち」と呼び始める。そのため、レッドも一緒に酒は飲みたくない様子。副業で「ご当地ヒーロー」まがいなことをして地元の商店街と組んでラッカマン印の商品をタイアップして儲かっており、個人で税理士を雇っている。
ハントマン
所属のない「流れ者」（レッド談）のヒーローで、ヒーロー協会には属していない様子。
冷静な口調と裏腹にかなり攻撃的かつ凶暴な性格で、行く先々で目に付いた怪人を倒していくことをライフワークにしており、実力はレッドと伯仲するほどだという。その噂はヒーロー協会全体にも広まっており、ハントマンの姿を街中で見かけたナイトールは「絶対に戦ったら勝てない」と身を隠した。ナイトールを倒そうとした矢先、レッドに「お前が出る幕じゃねぇよ」と止められ実戦訓練と称して対決を言い渡されるが「お前とやり合うほど私は愚かじゃない」と潔く去っていった。
ジャスティマン
ヒーロー協会所属のヒーローでナイトマン（ナイトール）・サキューンとは同期。ナイトールからは「ジャスっち」と呼ばれている。
ナイトールと同じ悩みを抱えており、身の振り方を彼に相談した。そこでのフロシャイムの構成員達の性格を聞き、後日、正式にフロシャイム入りし、名前も「ジャスティーヨ」に変更した。
ゲジゲマン
ヒーロー協会所属の怪人ヒーロー。人語は話せず唸り声しか上げないが、鈍重な外見と裏腹に身軽で、地中・水中でも高い機動力を発揮し、また天井に繭を作ることが出来るほか達筆。
元々は「ゲジゲ」というフロシャイム川崎支部所属の異形型怪人だったが、ナイトール・ジャスティーヨと対照的に「ヒーローでありたい」という悩みを抱えており、ヴァンプとの相談の元で晴れてヒーロー入りを果たした。

### その他の怪人
ドガ
声 - 松本忍
コンビニでアルバイトをしながら世界征服をしようとしている中国から来たカマキリ型の怪人。
「世界征服をしたい。」と両親に報告をしたが父親にもう反抗されて家出をし、最初の目標である日本へ逃げた。
その後プログラムを書いたがそれすら何もしない自分を攻め続ける毎日を過ごしていた。
そんなある雨の日、フロシャイムを聞いてその組織に入れてもらおうとしたが、雨が理由で対決を中止したヴァンプ達を見て「明日から頑張ろう…。」と言ったものの、結局諦めていつも通りの生活を過ごすことにした。
「ヤン」という弟がいる。
天井裏の住人
声 - 河西智美（本体）、板野友美（小さい天井）
フロシャイム川崎支部の天井裏に住み着く正体不明の怪人。姿を現す時は長い触手状のヘビのような部分のみが登場し喋ったりするが、大部分は天井裏に隠れたままであり、それが顔なのか本体なのかもわからない。名前も分からないので「天井（さん）」と呼ばれている。
本部より怪人デルズが送られた時に居着いたため、当初はデルズと思われていた。フロシャイムに対して害を及ぼすわけでもなく、ヴァンプ達からの呼びかけにも答えないために、デルズではないとわかった後もヴァンプ達はそのままにしている。基本的にサンレッドとフロシャイムの戦いには干渉しない。その一方で、フロシャイムの機密事項を知っていたり、ヴァンプ達の会話をしっかり聞いていたりする。
筋の通らないことが嫌いで、川崎支部の怪人たちのマナーに問題がある時は逐一注意する。作中において傲岸不遜なサンレッドに対しても、正座させた上で説教をしている。何故か女心がよく分かり、その言葉は極めて的確。そのためレッドも時々、かよ子について相談しにくる。しかし、上記のように居候の身である自身は何もせず、それについて抗議を受けると無視する。
しばしば天井から出てくる部分のデザインが変わる。また、劇中ではよくジブリ作品の台詞を使う。
タレミミ
声 - 村瀬克輝
イヌのぬいぐるみ型怪人。原作中でぬいぐるみとはっきり描写されたことは無いが、アニメではぬいぐるみと自己言及している。ウサコッツの学生時代の先輩。
歌舞伎町で「レイジ」という源氏名でホストをやっている。その愛らしさで店のナンバー1ホストとなっている。ナンバー1ホストだけあってその収入は大したものらしく、高級マンションに住み、マラネロに直接行ってキャッシュで買ったというフェラーリ・F430を愛車としている。
後輩のウサコッツを気に入っており、頼みなどを聞く。自分を越えることができるのは彼だけだと認識しており、1日も早くホストになることを願っている。
フロシャイムの怪人ではないが、アニメ1期のオープニングではフロシャイム怪人の集合シーンにアニマルソルジャー達と並んで写っている。
プドラ
声 - 葛城政典
プテラノドンの怪人。
見た目に反して、礼儀正しく、昼は測量のバイト、夜は夜間学校に通うしっかり者。偶然ヴァンプに目をつけられ勧誘されかけるが、世界征服という慣れないスケールに困惑する。
結局勧誘の話はバイトの先輩に見つかったことでなかったことになった。
ホライ
声 - イッキ
必殺技 - ドリルアロー
島根県出身のミミズ型怪人でラーメン屋「宝来軒」の店主。地元の怪人仲間の間では負け知らずであった。かつて世界征服を志しやって来た川崎で、初めに出会ったサンレッドに不意打ちで一撃を加えるも返り討ちに遭っている。その後ヴァンプ達に保護されて人生観が変わり、ラーメン屋で真面目に働いて、自分の店を持つまでになる。レッドやかよ子やヴァンプなどは店の常連。
必殺技のドリルアローについては、かつては厚さ10メートルくらいの岩盤ならブチ抜くことが出来たが、今では酔って豚骨を砕く際に使う程度となっている。
デビルアイ軍団
デビルアイを筆頭とする軍団で、フロシャイム以外に世界征服を狙う悪の組織として初めて登場した。原作において団体名は不明だが、アニメ版では「デビルアイ軍団」となっている。部下はドッズとホーマスの2名。
デビルアイ
声 - 清水聖
必殺技 - デビルマリオネット
デビルアイ軍団リーダー。侵略の手始めとして川崎に現れサンレッドに対決を挑むが、買い物の途中と断られる。さらにフロシャイム川崎支部を襲った方が良いとサンレッドに言い負かされ、ヴァンプを襲うが、あっさり負けてヴァンプから説教を受ける。再登場した際は橋の下に無断でテントを設置していたところを山岸さんに尋問されていた。
ドッズ
声 - イッキ
必殺技 - スパイクキャノン、モンゴリアンキャノン
異形型怪人。素手でヒーローを過去に3人も倒したことがある。その破壊力を見たサンレッドも納得している。しかし、ヴァンプ将軍に危害を加えようとして、逆に本気を出したアーマータイガーにボコボコにされてしまった。
ホーマス
声 - 松本忍
必殺技 - ヘルホーマー
異形型怪人。デビルアイの参謀。ドッズと一緒にアーマータイガーに打ちのめされた。

バラピ
声 - 蜂屋誠一
ネズミ（カピバラ）型怪人。怪人派遣の裏サイト「デリバリーモンスター（通称デリモン）」に登録されている派遣怪人。2回目の登場以降、怪人派遣会社の経営に乗り出し、営業回りに精を出す。ヴァンプをお得意様としてしばしば川崎支部に訪れる。
事業は大成功し、140話ではいかにも成金のような姿になっている。悪の組織のみならず、ヒーローにも派遣業を行っているため、戦闘員から死の商人と称される。
ガイマ
声 - 清水聖
小編「ガイマの野望」に登場。アパートの一室で寝転びながら、犬を飼うことを夢見て独り言を口ずさむ怪人。アニメ版第1期最終回でゴドムとソドラとともに3人で暑苦しく雑魚寝していた。

### その他登場人物
白田
レッドの中学生時代あたりからの友人。パンチパーマでレッド曰く、中学生時代からしらばっくれる。名前は10巻で判明した。
初登場時は、2年前に居酒屋「あけみ」に行った際にレッドが彼に貸した1万5千円の件で口論になるも、その後和解。そして再登場したとき、結局貸していたことが判明。
アーマータイガーの隣室の住人
声 - イッキ
アーマータイガーのアパートの部屋の隣の部屋に住む人物。中年の男性で職業はタクシードライバー。仕事柄、昼間寝て夜働く生活であるため、隣人であるアーマータイガーが昼間に物音を立てると壁を叩いて抗議する。また、相手が怪人だろうと容赦なく、殴りつけたり怒鳴りつける程に豪胆かつ気性の荒い性格である為、アーマータイガーも普段から彼を怒らせないように細心の注意を払っている。
アーマータイガーのことは虎ではなく猫だと思っており、釣りから帰ってきた際には、アーマータイガーに釣果をおすそ分けしている。
森末さん
声 - 鍋井まき子
フロシャイム川崎支部の向かいの家の住人。猫のミーちゃんを飼っている。
帝王&ジャバ&ベルムス
声 - 髙木俊（ジャバ）、村瀬克輝（ベルムス）
作者の過去の作品GOGO!ぷりん帝国からのクロスオーバー。詳細は原作作品を参照。
じん君
声 - 並木のり子
子供を攻撃出来ないことをいいことに、アニマルソルジャーをいじめる小学生。また、ヴァンプに対してもイタズラをしかけて困らせるなど普段は自由奔放に振る舞ってフロシャイムを振り回す事が多いが、レッドに注意されると渋りながらもすぐにいじめをやめる様子から、レッドに対しては苦手意識を抱いている事がうかがえる。
山岸さん
高津警察署の警察官。基本的に常識離れした怪人が関わる事件も、いたって冷静に普通に処理してしまう。サンレッドやヴァンプ将軍と顔なじみである。
川添 珠姫
アニメ24話で後ろ姿のみ登場したスペシャルゲストキャラ。

## サンレッドの必殺技・装備

### 必殺技
正拳突き
サンレッドが最も多用する技。フロシャイム怪人との対決においては、ほとんどこれ一発のみで決着がついてしまう。技名は不明だが、銀行強盗が襲撃した際、想像で「レッドパンチ!!」と叫んで放ったほか、サンレッドがアントキラーに絡んだときに「アトミックファイヤーブレードォーッ!!」と叫びながら放った後、アントキラーがツッコミを入れている。アントキラーやアーマータイガーからは「チンピラ正拳突き」と称されているが、本人はその呼び方を嫌っている。威力はギョウやペリアルから「鉄パイプで殴られた方が痛くない」と言わせるほど痛いらしい。
コロナアタック
手の中で巨大な火球を作り出して投げつける、バトルスーツ着用時の必殺技。
ファイアーバードアタック
アニメFIGHT.26で登場。サンレッドがファイアーバードフォーム時に発動する必殺技。発動時には「不、死、鳥」の文字が浮かび、両拳に「爆炎」の文字が現れる。自身の身体に炎を纏い、巨大な火の鳥と化して突撃する技。
ファイアーブロウ
第2期前期OPで登場。必殺技ナンバーは034。ファイアーバードフォームで放つ、炎の鉄拳。
バーニングキック
第2期前期OPで登場。必殺技ナンバーは209。ファイアーバードフォームで放つ、高角度からの炎の飛び蹴り。
ブレイジングナックル
第2期後期OPで登場。必殺技ナンバーは416。プロミネンスフォームで放つ、炎を纏って飛行しながら打つパンチ。外見は体全体が1つの拳に見える。
メテオクラッシュ
第2期後期OPで登場。必殺技ナンバーは628。プロミネンスフォームで放つ、炎を纏った超々高角度からの飛び蹴り。

### バトルスーツ
数種のバトルスーツがあるが、レッドが実際の戦闘で用いることはまずない。4年に1度くらい本気になる時は自分から着込む。たまにフィッティングも行う。
ファイアーバードフォーム
サンレッドが相手を強敵と認めたときのみ発動する究極フォーム。宇宙船から発射される光線を浴びることで1ミリ秒で変身できる（なお、この時のプロセスと変身ポーズは宇宙刑事シャイダーのパロディー）。ファイアーバードフォーム用のバトルスーツもあるが、自分をそこまで追い詰める相手がいないため、普段は押入れの一番奥にしまわれている。その姿はアニメ14話のOPより公開された。また、溝ノ口太陽族の2番はファイアバードフォームのことを歌っている。
プロミネンスフォーム
通常のバトルスーツやファイアーバードフォームに比べ、飛行に秀でたフォーム。「クーラーと同じでたまに発動しないと壊れる」との理由で河川敷でサンレッドが変身していたところを、買い物帰りのヴァンプに偶然目撃される。また、第2期後期OPではプロミネンスフォームが登場する。
ヒュペリオンフォーム
原作でのFIGHT.125で登場した新たなフォーム。他のフォームと比べ、パワーを重視したフォーム。ちゃんと変身した姿をヴァンプに見せようとしたサンレッドが上記のプロミネンスフォームと間違えて変身した。
名称の由来はギリシャ神話の太陽神「ヒュペリオン」である。

### 装備
レッドマスク
サンレッドが常日頃被っている（あるいは素顔）マスク。開口部が見当たらないのになぜか装着したままタバコを吸ったり、食事を摂ることも可能。アニメ版でかよ子の平手打ちを受けた際には「ポンッ」と軽快な音がしていた。毒ガスの中でも問題なく呼吸が出来るとの触れ込みで、実際に川崎支部を蹂躙した花粉は難なく防いでいたが、ヴァンプ将軍の風邪のウイルスは防げなかった。
サンシュート
拳銃型の携帯武器。戦闘員クラスなら、これだけでイチコロとのことだが紛失している。最後に見たのは2年ほど前に工具箱に入っていたときらしい。
アニメ第2期のオープニングで毎回登場し、携帯電話のようにコンセントに繋いで充電されている。毎回、充電率が異なり、それに応じてコロナバスターの威力が変わる。Fight.51で120パーセントの過充電をおこない、次話（最終回）でのコロナバスター発射時に全壊して不燃ゴミとなりゴミ出しされる。
コロナバスター
ヒーロー協会からレッドがテスターを依頼された試作武器のひとつ。
太陽の中心核の温度を上回る2千万度の炎の玉を放ち、相手を焼きつくすまで追い続ける。レッドはこれをドルゴンを被験者に使用しようとしたが、使用すると確実に相手を殺してしまうため、レッドは怪力であえて鈍器のように使用し破壊してしまう。
ウォーターシューター
ヒーロー協会からレッドがテスターを依頼された試作武器のひとつ。
狙撃銃型の武器。名前の通り水鉄砲ではあるが、マッハ2で水を噴出し金属板をも貫通する工業機械ウォータージェットの20倍の威力を持つ。レッドはこれをアーマータイガーを被験者に使用しようとしたが、やはり最終的に鈍器のように使用して破壊してしまう。
スターイーター
ヒーロー協会からレッドがテスターを依頼された試作武器のひとつ。
バズーカ型の武器。ブラックホール発生装置。マイクロブラックホールを発生しあらゆるものを飲み込んでしまう。レッドはこれをガメスを被験者に使用しようとしたが、やはり最終的に鈍器のように使用して破壊。
ビームサーベル型の武器（正式名称不明）
アニメ第2期のアイキャッチでサンレッドが所持。しかし登場はこのアイキャッチのみなので、どんな機能を有しているかは不明。
レッド専用バイク
アニメ版OPに登場する赤いバイク。本編には登場しないが、1期OPで二子橋を二子玉川駅方面から川崎側に疾走する形で登場する。その後、バイクショップ・レッドバロスに売りに出すシーンが続き、毎回、売値が変わる。話数を追う毎に、買い手が付かずに値段は下がっていき、Fight.1で101万5千円だった値段は、Fight.26で20万円台まで落ちたところでアントキラーに購入される。2期OPでは高津消防署の前でアントキラーがカーメンマンと共にバイクを押して歩いている。
原作およびアニメ本編では、相手はフロシャイムなのでいろいろな意味で必要が無いとサンレッド本人が述べている。

## コミックスのコーナー

### ほんとは強いぞ!!フロシャイム怪人図鑑
単行本の空きページに掲載されている、作中に登場したフロシャイム怪人やそれ以外の怪人（上記のようなデビルアイ軍団やベロス、元フロシャイム怪人など〈この場合、題名が「フロシャイムの怪人じゃないけど怪人図鑑」になる〉。ただし、「気象戦隊ウェザースリー」に登場した怪人〈ヴァンプやレッドの回想に登場した怪人は紹介される〉や戦闘力を持たない一般の怪人は紹介されない）を紹介するコーナー。
作中ではサンレッドに一撃で敗北する、あるいは闘わずに日常を送る怪人の必殺技や能力、他の怪人との関係などの裏設定が明らかにされている他、コーナーの下部には作中に登場した怪人やレッド、ヴァンプの会話が書き下ろされている。
作者や担当の作画ミスでその巻に登場した怪人が次巻のコーナーに紹介されるというハプニングもあった（実際、11巻と15巻に登場した怪人が次巻（前者が12巻、後者が16巻）で紹介されたことにレッドが問い詰めるシーンがある）。

### ヴァンプ将軍のさっと一品
上記同様空きページに掲載されている、ヴァンプ将軍による一人暮らしにも便利な簡単クッキングを紹介（失敗作も紹介されることもある）するコーナー。下部には試食する怪人にツッコミを入れるサンレッド（時折、ヴァンプに皮肉や文句を言う場合もある）が書き下ろされている。
また、作中では「ヴァンプ将軍のさっと一品mini」（2巻）、「ベルムスのささっと一品」（4巻）などの派生コーナーも存在する。
第1期では「ヴァンプ将軍のさっと一品」として、ヴァンプ将軍による、1人暮らしにも便利なかんたんクッキングのコーナーを送る。第2期からは「ヴァンプとかよ子のさっと一品」とタイトルを一新し、かよ子をアシスタントに、そして試食及び怪人達に対してつっこむコメント担当としてサンレッドを迎えてリニューアルした。調理説明には森野熊八実演による実写（ただし、写っているのは森野の手元のみ）が使われている。また、番外編としてFIGHT.33の「さっと一品mini」、FIGHT.39の「ベルムスのささっと一品」がある。

### 気象戦隊ウェザースリー
『気象戦隊ウェザースリー』（きしょうせんたいウェザースリー）は、くぼたまことが天体戦士サンレッド以前に『コミックバウンド』（エニックス）・『ガンガンYG』（スクウェア・エニックス）で連載していた漫画作品。サンレッドのプロトタイプ作品。
フロシャイムとヴァンプ、話の展開、そして舞台は川崎市なのはサンレッドと同じであるが、正義の味方が3人（ウェザーレッド、ウェザーブルー、ウェザーイエロー）になっており、レッドの彼女も違う人物になっている。なお、作中に登場する怪人の名前は全員「靴」が由来。
『天体戦士サンレッド』との関係については、当初はコラムなどで全く別物であるかのような扱いがなされていたが、次第に、時系列的に過去の話であることが判明する。そのため、レッドやヴァンプ将軍といった登場人物たちは同一人物であり、ブルーやイエローは、戦隊を辞めた、その後の姿で『サンレッド』に登場する。
『コミックバウンド』・『ガンガンYG』の連載分は共にサンレッドの単行本に収録されている（前者は2巻、後者は1巻に収録）。

#### 登場人物（ウェザースリー）
ウェザーレッド（正式名：ウェザー・サン・レッド）
声 - 髙木俊
「天体戦士サンレッド」になる以前のサンレッド（コラムでサンレッドが「あの時は俺も若…」という発言をしたことがある）。サンレッド本人は否定していたが、FIGHT.66で同一人物であることが確認された。
気性の荒い過激な皮肉屋キャラという点は共通しているものの、「サンレッド」に比べ凶暴さと残虐さが強調され、満身創痍の怪人に容赦なく追い討ちをかけようとしたり、木の上に避難した怪人に対して「正義のため」と称して幹に放火して落とす（本人曰く「火の力」）、気を失った怪人を水中に沈めて泳げないヴァンプに救わせるよう要求し結果的に溺れた彼を狂い笑いながら見つめる（特にこの行為は流石に行った本人をもってして「我ながら思い返すと酷いことしたな…」「思い出したくない」と罪悪感を抱き猛省するほどの残虐行為だったと述べている）等、善悪の判断のつかない子供のように遊び感覚で怪人を攻撃し、ヒーローとあるまじき行為を平気で行う陰険で下劣な残酷性を前面に出した攻撃的で危険極まりない鬼畜ヒーローとして描かれており（アニメでは腹にバンテージを巻きアロハシャツを着ていることでより無頼漢然とした姿に描かれている）、その狂気的な性質の悪さと残虐さ、執念深さからヴァンプや戦闘員達のトラウマになっている上、ブルーからも陰口を言われるなど人望が非常に薄い。一方で、戦闘の際ヴァンプがくしゃみしたことに「雰囲気が崩れる」と憤慨するなど独自のポリシーを持っている。
このような性格や行動から市民からはヒーローとして見てもらえないどころか鼻つまみ者として嫌われており（あゆみからも「誰からも愛されない可哀想な男」と酷評されている）、あゆみからは一方的に追い出されたり、使い走りにされるなどぞんざいな扱いを受けるなど周囲からの疎外感を味わい、徐々に心を痛めていった。
ある件（後述）がきっかけであゆみと別れた後、かよ子と同棲する事になるが、当初は上記の経緯から精神的に萎えてしまっており、彼女も自身を嫌うことを恐れ、「邪魔になったら言ってくれ、すぐに出て行くから」と口癖のように口ずさみ、彼女との関わりを拒み続けなかなか心を開こうとしなかったが、この行動に耐えかねたかよ子から叱咤を受けたことで彼女を自身を認め、荒みきった心を癒してくれたかけがえの無い恩人と認識し好意を抱き始め現在に至る。
また、戦隊名である「ウェザースリー」は彼が考えたものだが、ブルーからは「酷いネーミング」と酷評されている。
ウェザーブルー（正式名：ウェザー・レイン・ブルー）
声 - 中村俊洋
ホストのバイトをしているヒーロー。
無気力・わがまま・いい加減の三拍子の揃った気分屋で、決闘の日に約束をすっぽかすこともしょっちゅうだったという。許し乞いをした怪人に対して「悪の怪人の誇りもない」と見下し嘲笑するなど冷酷な一面を見せることもあるが、怪人と親しげに会話するなど本質的には気さくで良識的な性格であり、レッドのことは「俺様気質の嫌な奴」と陰口を叩くなど彼の傲慢さや残虐さには心底では辟易している。その飄々とした性格からレッドとは私生活で喧嘩が絶えず（ペリアルの弁によれば、戦闘中でも喧嘩することがあったとのこと）、ウェザースリー解散の理由も2人の女性問題だったが、後に「サンレッド」にて結婚したことを告白しレッドに祝福される。たまに一緒に飲みに行くこともある。
闘い方は「水の力」というより単なる水責め。また、ムエタイを習っていたらしく、足技も得意（ペリアル曰く「本気で闘わせるとヤバイ」、ギョウ曰く「足技に関しては最強」）。レッド曰くナルシストなようで、レッドとイエローと違い、頭髪を出している。
解散後はホストを本業としている（タレミミからも一目置かれている）らしく、武蔵新城のマンションに住んでいる。
FIGHT.66より「サンレッド」に登場。ナイトール曰く「今のレッドさんと違ってキレたら何するか分からない」。また、雪や銭湯ではしゃぐメダリオたちを「中学生か…?あいつら…」と呆れたり、レッドに理不尽な形で倒された怪人たちに同情する描写も多い。
ウェザーイエロー（正式名：ウェザー・サンダー・イエロー）
声 - 菊タロー
大阪弁で喋るビール腹の小柄なヒーロー。
明るい性格で気が良く、引退した後もレッドへの挨拶のついでに川崎支部に律儀に挨拶に来ていた。ヴァンプに対しても、ケンカ腰の口調が多いレッドと違い笑いながら話すほどだが、一方でことなかれ主義の濃い一面も持っており、現役時代はレッドとブルーの喧嘩や、怪人に対する『やり過ぎ』な振る舞いを目の当たりにしてもどっちつかずだったり、逆に煽り立てて場を拗らせるような事もあった。
また、レッドほど残虐ではないものの闘い方はバールやコンクリートブロック、栓抜きや常に履いている鉄ゲタを使い、「雷の戦士」ということでスタンガンによる攻撃を笑顔で振るうという悪役レスラー風で、フロシャイムから「浪花のイエローデビル」と恐れられている（ペリアル曰く「優しい人なのだが、戦法がえげつない」）。本人もこの戦法を取ることを自覚しており、怪人と戦う際は「彼らが悪さをしなければこんな下衆な戦い方をしなくて済む」と謝罪も入れている。
解散後はヒーローを引退し、地元大阪で家業の建築業を継いでいる。作中でゆとり世代の扱い難さ及び人材不足に苦労しているのが描写されており、それ故にゆとり世代の甘ったれた考え方が大嫌いで、仕事中に軽い調子で絡んできたゆとり世代の怪人を容赦なく返り討ちにした。
本名は「きむらたくや」で、営業面でもこの名前とマスクで好感を得ている。なお、ウェザーレッド（サンレッド）、ウェザーブルーにも本名があるようだが、互いに名乗ったことがないためイエローは彼らのそれを知らない。
FIGHT.99より「サンレッド」に登場。
ヴァンプ将軍
外見・性格・名前まで「サンレッド」と同じフロシャイムの将軍。ウェザーレッドと同様、本作品のヴァンプ将軍と同一人物。本作品と違い、ペリアルに「お前」と言ったりするなど、若干違う性格の人物として描かれている（本作品における本人曰く「あの頃（ウェザースリー時代）は（自分も含めて）みんな我武者羅だった」からとの事。また、アニメ版でウェザースリー時代にあたる時系列が描写された際には本作品のキャラに合わせてある）。
あゆみ
ウェザーレッドの彼女。かよ子とは別人であり、「サンレッド」の時点でレッドの元カノとなっている。ホステスとして働いており源氏名はティファニー。
かよ子同様ウェザーレッドと同棲しているが、ブサイクで性格も悪く、堂々と自宅に仕事場の客を連れ込みウェザーレッドを追い出したり、すぐにウェザーレッドに「ヒモのくせに」と言う。自分を差し置いてウェザーレッドにストーカー（怪人）が付きまとっていることを知って泣いたことがある。かよ子が保険の説明で自身の許に訪れ続けたある日、くつろいでいたレッドに対し「アンタ、ヒモの癖に家事くらいしなさいよ!!」と罵詈雑言を浴びせたことでついにかよ子の怒りを買い、彼女から注意を受けるが、それを意にも介さなかったばかりか「だったら彼を引き取ってちょうだい!!」と言い放ち、かよ子が承諾したことでレッドと袂を分かつことになった。レッドと別れる際かよ子に対して彼に対する中傷のこもった忠告を告げるなど終始レッドを蔑んでいた。
レッドと別れた後、やはりガラの悪いチンピラ風の男と交際している。また、「サンレッド」でかよ子と再会した際彼女を「どろぼう猫」と自身の上記の行為を棚に上げる形で罵ったが、かよ子と幸せに暮らすウェザーレッドのその後を聞き、いまだに彼を蔑んでいるようで「あんなヒモと一緒にいても幸せにはなれない」と悪態を言いつつもかよ子を認めた。
ダービー
魚の怪人。ガンガンYG版FIGHT.2に登場した。魚型故に鰓呼吸だが、地上でも活動が可能。ナンパ好きで、要領よく女性を口説くことに成功させているが、最後は自身に彼女がいないことに嘆いた。
「サンレッド」にて再登場した際は、ゲイラスから「ツノンガに彼女ができた」という情報を聞き、様子を見に行くついでに横取りしようと考えるが、ツノンガが二股をかけていたという現場に遭遇し呆然とした（アニメではギョウに差し替えられている）。
モデルは『ウルトラQ』のピーターで、名の由来もモデルとなった怪獣のアナグラム（ピーター→ビーダー→ダービー）から。
ペリアル
声 - 大林洋平
人型怪人。コミックバウンド版FIGHT.1に登場した。連載順で最初に登場した怪人であると同時に全キャラを通して最初に登場したキャラでもある。フロシャイム川﨑支部の仮眠室（アニメ版ではNCCTYの屋上）で繭から誕生したが、「世界征服を目論む悪の組織」のイメージと自分が置かれた環境のギャップにうろたえる。
「サンレッド」ではFIGHT.104で久しぶりに川崎に来た博多支部所属の怪人として登場。「ウェザースリーと戦った伝説の怪人」としてギョウ等からは尊敬されているが、当の本人は川﨑支部にいた頃からすっかり世間慣れしていたらしく、当時常連だった定食屋「みゆき」に明太子を手土産に顔を出している。
ウェザースリーを「反則魔」（イエロー）・「ムエタイ使い」（ブルー）・「ケンカ屋」（レッド）が揃った訳のわからないヒーローと評している。
コンスール
声 - 村瀬克輝
ウサギの怪人。コミックバウンド版FIGHT.4に登場した。ヴァンプたちの所へ麻雀をしに向かっていたところをレッドに呼ばれ、そのまま彼の相手をすることになる。その後彼は勝ち続けるが、このことに激昂したレッドにより倒された。
「サンレッド」にて再登場した際は、同じウサギ（のぬいぐるみ）型のウサコッツに一方的なライバル意識を持たれ、ドルゴンと共に戸惑っていた。最終巻ではすでに組織をやめ、茨城で雀荘を開いている（この話はウサコッツが沖縄支部に移籍することになったため、それに反対していたメダリオがウサコッツの代わりに彼を移籍させようとヴァンプに提案を持ち込んでいた）。また、アニメではヴァンプがジャンゴに関する詳細を話す際、ジャンゴが倒したヒーローと怪人の中に彼と思しき怪人が横たわっている。

### その他
単行本第1巻では多くの誤描が目立っていたが、後の巻では改善されている。同じく単行本では簡単に出来るレシピが載っており、3巻では巻頭カラーで写真入りのものを披露するなど他のギャグ漫画と違う色を出している。
サンレッドの服に書かれた文字はテレビ神奈川の番組名やその出演者名であることが多い（「saku saku」「新車情報」「tvkラグビー中継」のような比較的メジャーな番組名はもとより、「み’」「しゃこいれ娘。」のマイナーな番組名まで幅広く引用されている）。
また、『増刊ヤングガンガン』において、『ヤングガンガン』の他の漫画家とのコラボ版が掲載され、レッドたちが「別人のような」姿を見せており、時には漫画家以外のコラボをすることもある。
- 増刊ヤングガンガンVol.03（2008年6月） - DOUBLE-S（死がふたりを分かつまで）とのコラボ版
- 増刊ヤングガンガンVol.04（2008年10月） - 太田垣康男 (FRONT MISSION DOG LIFE & DOG STYLE) とのコラボ版
- 増刊ヤングガンガンVol.05（2009年2月） - 五十嵐あぐり (BAMBOO BLADE) とのコラボ版
- 増刊ヤングガンガンVol.06（2009年6月） - 蜷川ヤエコ（新選組刃義抄 アサギ作画）とのコラボ版
- 増刊ヤングガンガンVol.07（2009年10月） - 朴晟佑（黒神作画）、ヒロユキ（マンガ家さんとアシスタントさんと）とのコラボ版
この号では『完全保存版 ヤングヴァンプ』として別冊付録になった。その他にも漫画家やイラストレーター11名によるコラボイラストが寄稿されている。
- 増刊ヤングガンガンVol.08（2010年2月） - バカリズム（バカリズムマン対怪人ボーズ）とのコラボ版

なお、くぼたのブログによると単行本収録の予定はないとのこと。
真剣で私に恋しなさい!の続編でサンレッドらしき人物がモブキャラとして登場している。
怪人開発部の黒井津さんのTVアニメ11話にて、温泉街の客に紛れてサンレッド、かよ子、フロシャイム一行がカメオ出演している。

## 単行本
- くぼたまこと 『天体戦士サンレッド』 スクウェア・エニックス〈ヤングガンガンコミックス〉、全20巻

| 巻数 | 発売日             | ISBN                                                         | 表紙絵/裏表紙絵                                                                                         | 背表紙絵           |
| ---- | ------------------ | ------------------------------------------------------------ | --- | ------------------ |
| 1巻  | 2005年8月25日初版  | ISBN 978-4-7575-1508-6                                       | ヴァンプ将軍・戦闘員1号&2号・フロシャイム怪人群 / サンレッド                                            | サンレッド         |
| 2巻  | 2006年1月25日初版  | ISBN 978-4-7575-1610-6                                       | 戦闘員1号&2号 / サンレッド                                                                              | ヴァンプ将軍       |
| 3巻  | 2006年8月25日初版  | ISBN 978-4-7575-1743-1                                       | アニマルソルジャー / サンレッド・アニマルソルジャー                                                     | 内田かよ子         |
| 4巻  | 2007年2月25日初版  | ISBN 978-4-7575-1934-3                                       | メダリオ・カーメンマン・ウサコッツ / サンレッド・ヴァンプ将軍・戦闘員1号                                | ウサコッツ         |
| 5巻  | 2007年8月25日初版  | ISBN 978-4-7575-2052-3                                       | ヴァンプ将軍・戦闘員1号&2号 / サンレッド                                                                | ヘンゲル将軍       |
| 6巻  | 2008年2月25日初版  | ISBN 978-4-7575-2210-7                                       | ヴァンプ将軍・戦闘員1号&2号 / サンレッド                                                                | 戦闘員1号          |
| 7巻  | 2008年9月25日初版  | ISBN 978-4-7575-2387-6                                       | ヴァンプ将軍 / サンレッド・Pちゃん・改                                                                  | アントキラー       |
| 8巻  | 2009年1月24日初版  | ISBN 978-4-7575-2478-1                                       | アニマルソルジャー / サンレッド・アニマルソルジャー                                                     | カーメンマン       |
| 9巻  | 2009年8月25日初版  | ISBN 978-4-7575-2622-8                                       | アントキラー・モギラ&モゲラ / サンレッド・ヴァンプ将軍                                                  | メダリオ           |
| 10巻 | 2010年1月25日初版  | ISBN 978-4-7575-2781-2                                       | デビルねこ・アーマータイガー・ヨロイジシ / サンレッド・メダリオ・カーメンマン・ウサコッツ               | アーマータイガー   |
| 11巻 | 2010年9月25日初版  | ISBN 978-4-7575-3005-8                                       | ナイトール・サキューン / サンレッド・ヴァンプ将軍・カビラジェイ&ジョンカビラ                            | ナイトール         |
| 12巻 | 2011年3月25日初版  | ISBN 978-4-7575-3173-4                                       | ヴァンプ将軍・ヘンゲル将軍 / サンレッド・メダリオ・カーメンマン・ウサコッツ                             | モスキー           |
| 13巻 | 2011年9月25日初版  | ISBN 978-4-7575-3374-5                                       | カーメンマン・アントキラー・ウサコッツ / サンレッド・カーメンマン・アントキラー・ウサコッツ・デビルねこ | ゲイラス           |
| 14巻 | 2012年2月25日初版  | ISBN 978-4-7575-3510-7 初回限定特装版 ISBN 978-4-7575-3313-4 | アニマルソルジャー / サンレッド・内田かよ子・ウサコッツ                                                 | デビルねこ         |
| 15巻 | 2012年6月25日初版  | ISBN 978-4-7575-3605-0                                       | ヴァンプ将軍 / サンレッド・ゲイラス                                                                     | Pちゃん・改        |
| 16巻 | 2012年10月25日初版 | ISBN 978-4-7575-3757-6 初回限定特装版 ISBN 978-4-7575-3582-4 | ヴァンプ将軍・戦闘員1号&2号 / サンレッド・ドルゴン・ギョウ・ギルム                                      | ヘルウルフ         |
| 17巻 | 2013年4月25日初版  | ISBN 978-4-7575-3944-0                                       | ヴァンプ将軍 / サンレッド                                                                               | タイザ             |
| 18巻 | 2013年11月25日初版 | ISBN 978-4-7575-4095-8                                       | ヴァンプ将軍・戦闘員1号&2号 / サンレッド                                                                | 戦闘員2号          |
| 19巻 | 2014年7月25日初版  | ISBN 978-4-7575-4364-5                                       | サンレッド / サンレッド・ヴァンプ将軍・ウサコッツ                                                       | ルゴル14           |
| 20巻 | 2015年2月25日初版  | ISBN 978-4-7575-4563-2                                       | サンレッド・内田かよ子 / ヴァンプ将軍・戦闘員1号&2号・フロシャイム怪人群                                | キングフロシャイム |

- くぼたまこと『天体戦士サンレッドN』電書バト(電子書籍版)、静岡新聞社(書籍版)、全1巻

| 巻数 | 電子書籍発売日 | 書籍発売日    | ISBN                |
| ---- | -------------- | ------------- | ------------------- |
| 1巻  | 2019年9月1日   | 2020年1月17日 | ISBN 978-4783899938 |

## テレビアニメ
第1期は、2008年10月から2009年3月にテレビ神奈川 (tvk) にてテレビアニメを放送。全26話。　
また、収録方式はプレスコ方式を採用している。これは監督を務めた岸誠二の「原作の雰囲気を大事にしたい」という思いと、「日常会話を再現したい」という音響へのこだわりからである。
第2期は、2009年4月25日深夜（26日早朝）、TOHOシネマズ川崎にて開かれた「番外FIGHT イッキミ!川崎駅前侵攻作戦!!」と公式サイトにて、第2期の制作決定が発表された。これは急遽決定したことで、別の監督作品 (Angel Beats!) が決定していた岸誠二は総監督に代わり、新たに第1期で作画監督を務めていた松本剛彦が監督に就任。
2009年2月6日から2月27日には、『ファイト!川崎フロンターレ』の中で川崎フロンターレとのコラボアニメーション『KAWASAKI Frontale×天体戦士サンレッド』が放送された。
2009年8月9日『ヤングガンガンFes. アニメのおかげSUMMER2009』で架空ドキュメント「『プロジェクトS』 戦後の太陽 〜奇跡のフィルム『サンレッド』〜」を上映した。第2期第1巻に映像特典として収録。

### スタッフ
本放映時クレジット。
- 原作 - くぼたまこと[3]
- 総監督 - 岸誠二（第2期）
- 監督 - 岸誠二（第1期）、松本剛彦（第2期）
- 助監督 - 仁昌寺義人（第2期）
- シリーズ構成 - 上江洲誠、中村浩二郎（第2期）
- キャラクターデザイン - 森田和明[3]
- ヒーローキャプテン - まさひろ山根
- 色彩設計 - 漆戸幸子
- 美術監督 - 三宅昌和（第1期）、チームティルドーン（第2期）
- 音響監督 - 飯田里樹[3]
- 音響効果 - 奥田維城
- 音響制作 - ダックスプロダクション
- 音楽 - 柿島伸次[3]
- 音楽プロデューサー - 野崎圭一
- 音楽ディレクター - 佐藤正和
- 編集 - 櫻井崇[3]
- プロデューサー - 小松茂明、南健
- アニメーションプロデューサー - 黄樹弐悠
- アニメーション制作 - AIC ASTA[3]
- 製作 - JVCエンタテインメント→flying DOG [12]（第1期14話から）

### 主題歌
第1期
オープニングテーマ
「溝ノ口太陽族」
作詞・作曲・編曲・歌 - manzo
少し緩めな正統派ヒーローソングとして、日本人の心に染みるメロディラインと小節の効いた独特のボーカルをあわせた構成となっている。
エンディングテーマ
「鶏タンゴ鍋」
作詞・作曲・歌 - 森野熊八 / 編曲 - 水島康貴
第2期
オープニングテーマ
「続・溝ノ口太陽族」
作詞・作曲・編曲・歌 - manzo
エンディングテーマ
「溝の口Forever」
作詞 - 論理鼠 / 作曲 - 藤岡孝章 / 編曲 - 水島康貴 / 歌 - 森野熊八
『溝の口Forever』にあわせた、地元実写EDの登場 高津区長・高津区職員によるEDへの参加（FIGHT.34、FIGHT.36）
その他の主題歌
稀に主題歌を用いないオープニングまたはエンディングがある。
第10話エンディングテーマ
「羞恥心」着メロバージョン
作曲 - 高原兄
第13話オープニングテーマ
「ファミレス太陽族」
作曲 - manzo / 編曲 - 柿島伸次
第16話エンディングテーマ
「天体戦士サンレッドのテーマ」
作詞・作曲・編曲 - 天井（作詞：くぼたまこと、作曲・編曲：manzo） / 歌 - 天井&小さい天井
第33話エンディングテーマ
「好きです かわさき 愛の街」（川崎市民の歌）
作詞 - 肥後義子 / 補作詞 - 石本美由起 / 作曲 - 山本直純 / 歌 - 芹洋子 / コーラス - ロイヤルナイツ
川崎市民の歌として親しまれている「好きです かわさき 愛の街」をEDテーマに採用 (FIGHT.33) 高津区のイベント「たかつ区民フォーラム」にヴァンプ将軍と戦闘員が参加
第43話エンディングテーマ（『ナイトマン』エンディングテーマ）
「闇のヒーロー ナイトマン」
作詞・作曲・編曲・歌 - 柿島伸次

### 放送局
| 放送地域 | 放送局             | 放送期間                       | 放送日時           | 系列           | 備考                   |
| 第1期    | 第1期              | 第1期                          | 第1期              | 第1期          | 第1期                  |
| -------- | ------------------ | ------------------------------ | ------------------ | -------------- | ---------------------- |
| 神奈川県 | tvk                | 2008年10月3日 - 2009年3月27日  | 金曜 24:45 - 25:00 | 独立UHF局      | 再放送あり             |
| 日本全域 | キッズステーション | 2008年11月29日 - 2009年6月13日 | 土曜 23:00 - 23:15 | CS放送         | リピートあり           |
| 日本全域 | BSフジ             | 2010年4月10日 - 7月3日         | 土曜 26:00 - 26:30 | BSデジタル放送 | 2話連続放送 再放送あり |
| 第2期    |                    |                                |                    |                |                        |
| 神奈川県 | tvk                | 2009年10月3日 - 2010年3月27日  | 土曜 23:30 - 23:45 | 独立UHF局      | 再放送あり             |
| 日本全域 | キッズステーション | 2009年11月9日 - 2010年5月17日  | 月曜 23:00 - 23:15 | CS放送         | リピートあり           |
| 日本全域 | BSフジ             | 2010年7月10日 - 10月2日        | 土曜 26:00 - 26:30 | BSデジタル放送 | 2話連続放送 再放送あり |

### CD
溝ノ口豪華絢爛歌謡祭（2010年3月31日、flying DOG）
これまで番組内で流れた曲を集めたコンピレーションアルバム。
1. 「溝ノ口太陽族」 (manzo)
2. 「天体戦士サンレッドのテーマ」（manzoと屋根裏キッズ）
3. 「鳥取戦士サキューンのテーマ【Full Size】」（柿島伸次）[注 44]
4. 「僕らのヒーローサンレッド」（柿島伸次）
5. 「シャチホコイダーGのテーマだぎゃぁ【でら Size】」（柿島伸次）
6. 「鶏タンゴ鍋」（森野熊八）
7. 「続・溝ノ口太陽族 JAPAN」 (manzo)
8. 「ウェザースリーのテーマ」（柿島伸次）
9. 「ふたりは恋人 〜バカップル☆ in カラオケBOX」（かよ子とレッド[注 45]）
10. 「闇のヒーロー・ナイトマン」（柿島伸次）
11. 「溝の口音頭」（柿島伸次）
12. 「黄昏の決意 〜ヴァンプ将軍 愛のテーマ〜」（藤岡孝章）
13. 「男だったら前を向いて行け！」（柿島伸次）
14. 「【ルシュカが歌ってみた】溝ノ口太陽族&続・溝ノ口太陽族【CDに収録してみた】」（ルシュカ[注 46]）
15. フロシャイム川崎支部の歌「われらフロシャイム川崎支部」（ヴァンプ将軍）
16. 溝の口Forever（森野熊八）
17. 川崎市民の歌「好きです かわさき 愛の街」（芹洋子）

## アプリ
- 天体戦士サンレッド対決シミュレーションアプリ（2010年2月17日、タキオン、iPhone/iPod touch向け）